# 경기고속
경기고속(京畿高速)은 경기도 광주시를 근거지로 하는 버스 운수 회사이다. KD운송그룹 내에서 모든 계열사를 지배하는 지주회사이며, 경기 남부지역을 중심으로 고속버스, 시외버스, 시내버스, 농어촌버스, 공항버스, 전세버스 등을 운영하고 있다.

## 역사
- 1930년 1월 15일: 경충버스 주식회사 설립.[1]
- 1944년 2월 23일: 경기여객 자동차 주식회사로 상호변경.
- 1945년 8월 15일: 교통부 산하 적산관리업체로 운영.
- 1961년 3월 27일: 정식 법인화.
- 1961년 4월 1일: 경기여객운수 주식회사 법인 설립.
- 1977년 2월 10일: 지입체제에서 준직영업체로 전환.
- 1978년 8월 12일: 허명회를 주측으로 한 현 경영진이 인수 (대원여객 주식회사가 인수).
- 1992년 2월 12일: 고속버스 인가로 주식회사 경기고속으로 상호변경 (이로써 경기고속은 시외사업부가 되고 기존의 경기여객운수 주식회사는 경기고속 시내사업부가 된다).
- 1994년 2월 1일: 서울특별시 성동구 성수동1가 671-29에 서울사무소 개설.
- 1995년: 광주시내버스 1005-1번 개통[2]
- 1996년 8월 22일: 경기도 이천시 대월면 장평리 37-1로 이천영업소 이전.
- 1996년 8월 23일: 전세버스 인가로 경기고속 시외사업부에서 분리한 경기고속관광 (경기고속 관광사업부)이 설립.
- 1996년 9월 9일: 경기도 부천시 원미구 중동 1151에 부천영업소 설치.
- 1996년 9월 23일: 부천시외버스터미널 인가.
- 1997년 1월 31일: 서울특별시 광진구 구의동 596-6에 지점영업소, 경기도 수원시 권선구 오목천동 834-1에 수원영업소를 각각 설치.
- 1997년 2월 24일: 경상북도 안동시 남부동 246-4에 안동영업소 설치.
- 1997년 6월 9일: 공항버스 인가.
- 2003년 1월 1일: 내구연한이 충분한 시외사업부, 공항버스, 경기고속관광 소속 차량들에 한해 현 보라색 도색으로 변경.
- 2007년 10월 1일: 부천시외버스터미널 인가 해제 (타사가 부천터미널 소풍을 인가받음).
- 2008년 1월 22일: 부천영업소를 현 위치인 경기도 부천시 소사구 송내동 708-5로 이전.
- 2008년 3월 26일: 경기도 남양주시 진접읍 진벌리 631에 영업소를 설치하였으며, 지점영업소를 서울특별시 광진구 구의동 547로 이전.
- 2009년: 마을버스, 국토해양부의 광역급행버스 인가.
- 2010년 2월 1일: 선진고속[3] 인수 합병.
- 2010년 8월 23일: 경기순환버스 인가.
- 2011년 12월 28일: 경기도 고양시 일산동구 중앙로 1036 (백석동)에 고양터미널영업소 설치.
- 2012년 5월 10일: 주식회사 대원산업개발(철원군 철원읍 금학로 310 소재)을 흡수합병.

## 현황
2022년 1월 기준이다.

### 시내버스
| 운행업체                 | 보유 노선수 | 보유 노선수 | 보유 노선수 | 보유 노선수 | 보유 노선수 | 등록 대수 | 등록 대수 | 등록 대수 | 등록 대수 | 등록 대수 |
| ------------------------ | ----------- | ----------- | ----------- | ----------- | ----------- | --------- | --------- | --------- | --------- | --------- |
| 운행업체                 | 노선 합계   | 광역급행    | 직행좌석    | 일반좌석    | 시내일반    | 대수 합계 | 광역급행  | 직행좌석  | 일반좌석  | 시내일반  |
| 경기고속 (용인시) (KD)   | 4           | -           | 4           | -           | -           | 54        | -         | 54        | -         | -         |
| 경기고속 (성남시) (KD)   | 5           | -           | 5           | -           | -           | 54        | -         | 54        | -         | -         |
| 경기고속 (광주시) (KD)   | 159         | 7           | 3           | -           | 148         | 491       | 108       | 32        | -         | 346       |
| 경기고속 (오산시) (KD)   | 2           | -           | 2           | -           | -           | 9         | -         | 9         | -         | -         |
| 경기고속 (이천시) (KD)   | 126         | -           | -           | -           | 126         | 5         | -         | -         | -         | 5         |
| 경기고속 (의정부시) (KD) | 3           | -           | 3           | -           | -           | 6         | -         | 6         | -         | -         |

### 시외버스
| 운행업체 | 보유 노선수 | 보유 노선수 | 보유 노선수 | 등록 대수 | 등록 대수 | 등록 대수 | 등록 대수 |
| -------- | ----------- | ----------- | ----------- | --------- | --------- | --------- | --------- |
| 운행업체 | 노선 합계   | 시외버스    | 고속버스    | 대수 합계 | 시외버스  | 고속버스  |           |
| 경기고속 | 130         | 120         | 10          | 318       | 280       | 38        |           |

## 보유 차량

#### 자일대우버스
- 자일대우 레스타
- 자일대우 BS090 뉴 로얄미디
- 자일대우 BS106 뉴 로얄시티
- 자일대우 BS110 뉴 로얄논스텝
- 자일대우 FXⅡ 116 크루징 애로우
- 자일대우 FX116 하모니
- 자일대우 FXⅡ120 크루징 스타
- 자일대우 FX120 에이스

#### 현대자동차
- 현대 쏠라티
- 현대 카운티 뉴 브리즈
- 현대 그린시티
- 현대 일렉시티 더블데커
- 현대 유니버스 스페이스 엘레강스
- 현대 뉴 프리미엄 유니버스 익스프레스 노블
- 현대 뉴 프리미엄 유니버스 프라임
- 현대 뉴 프리미엄 유니버스 노블
- 현대 뉴 프리미엄 유니버스 노블 EX
- 현대 뉴 프리미엄 유니버스 프레스티지 EX
- 현대 뉴 프리미엄 유니버스 엘레강스 FCEV

#### 기아
- 기아 뉴 그랜버드 파크웨이
- 기아 뉴 그랜버드 블루스카이

#### CHTC 킨윈
- CHTC 에픽타운
- CHTC 에픽시티

#### KGM커머셜
- 에디슨모터스 스마트 087

#### 볼보버스
- 볼보 B8RLE

## 갤러리

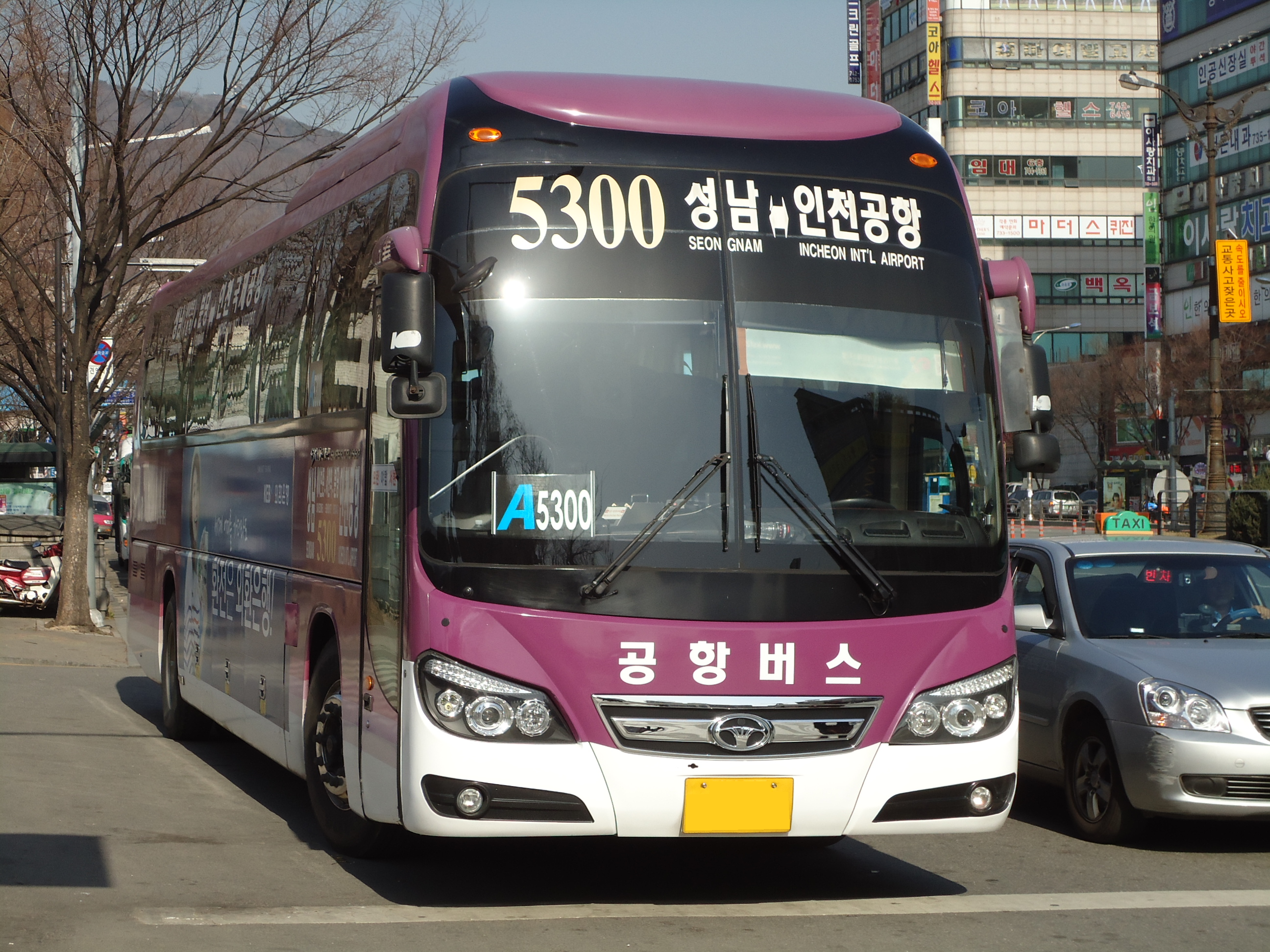
경기고속 공항버스 5300번
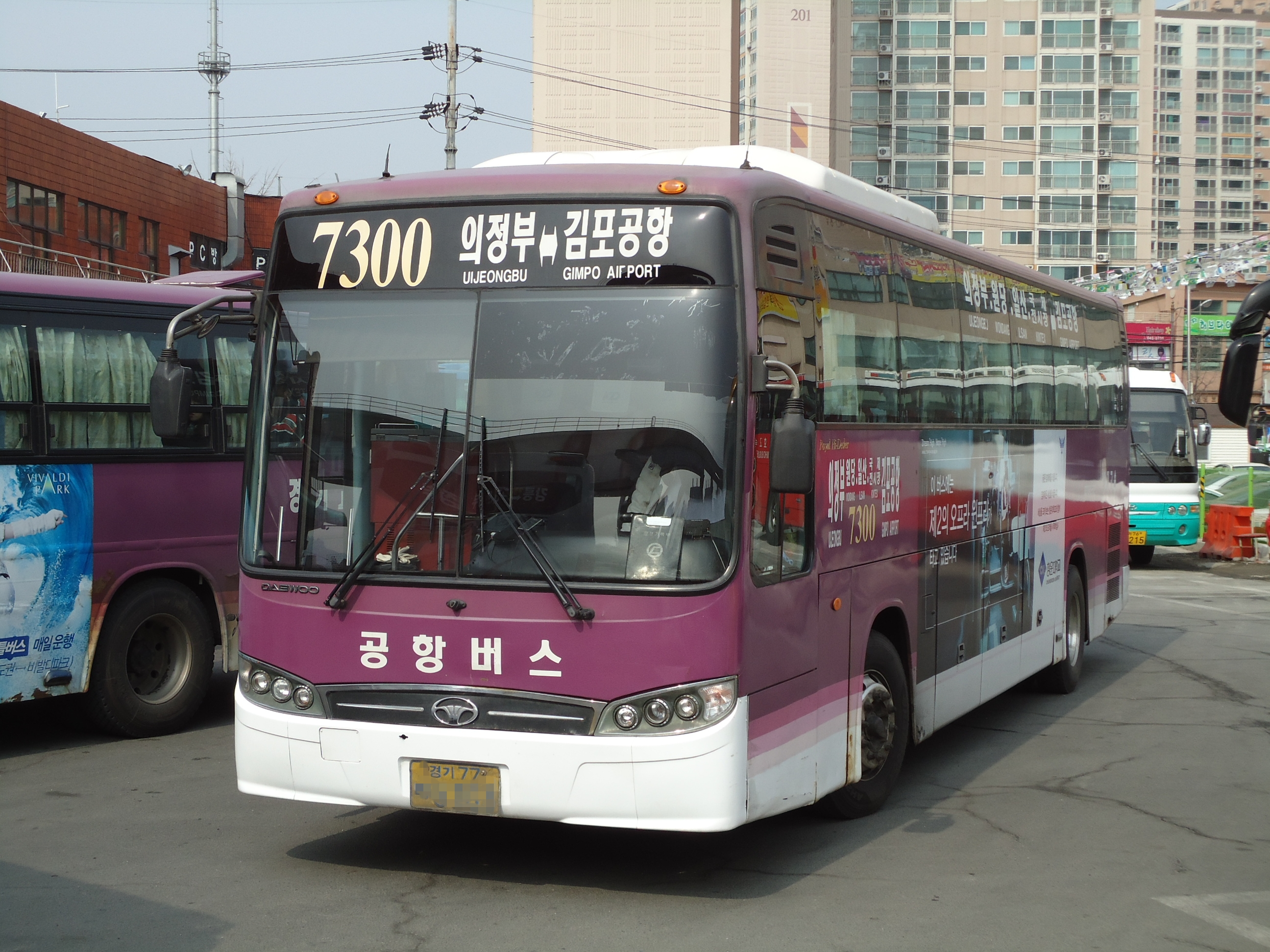
경기고속 공항버스 7300번
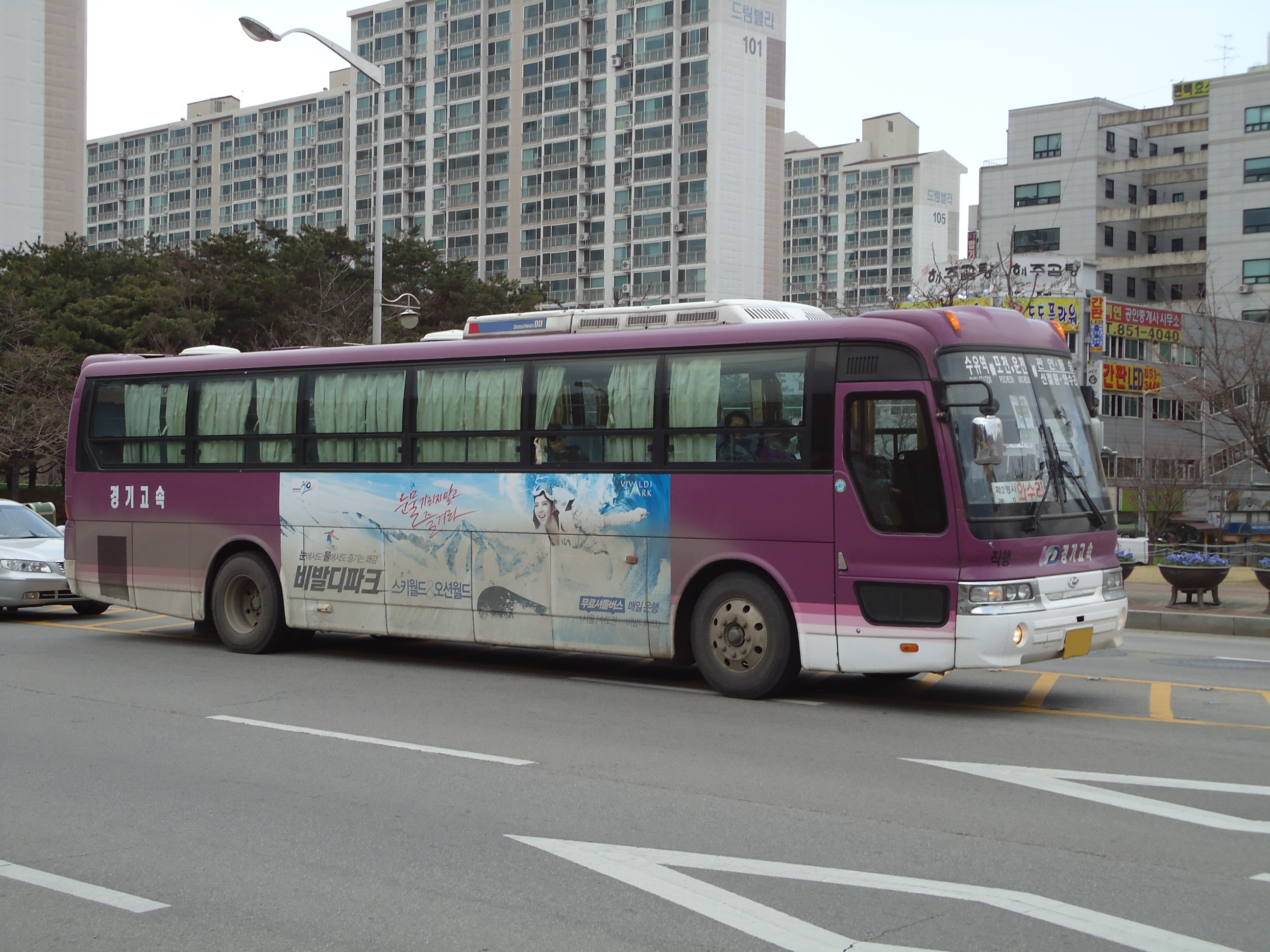
경기고속 3005번 시외버스
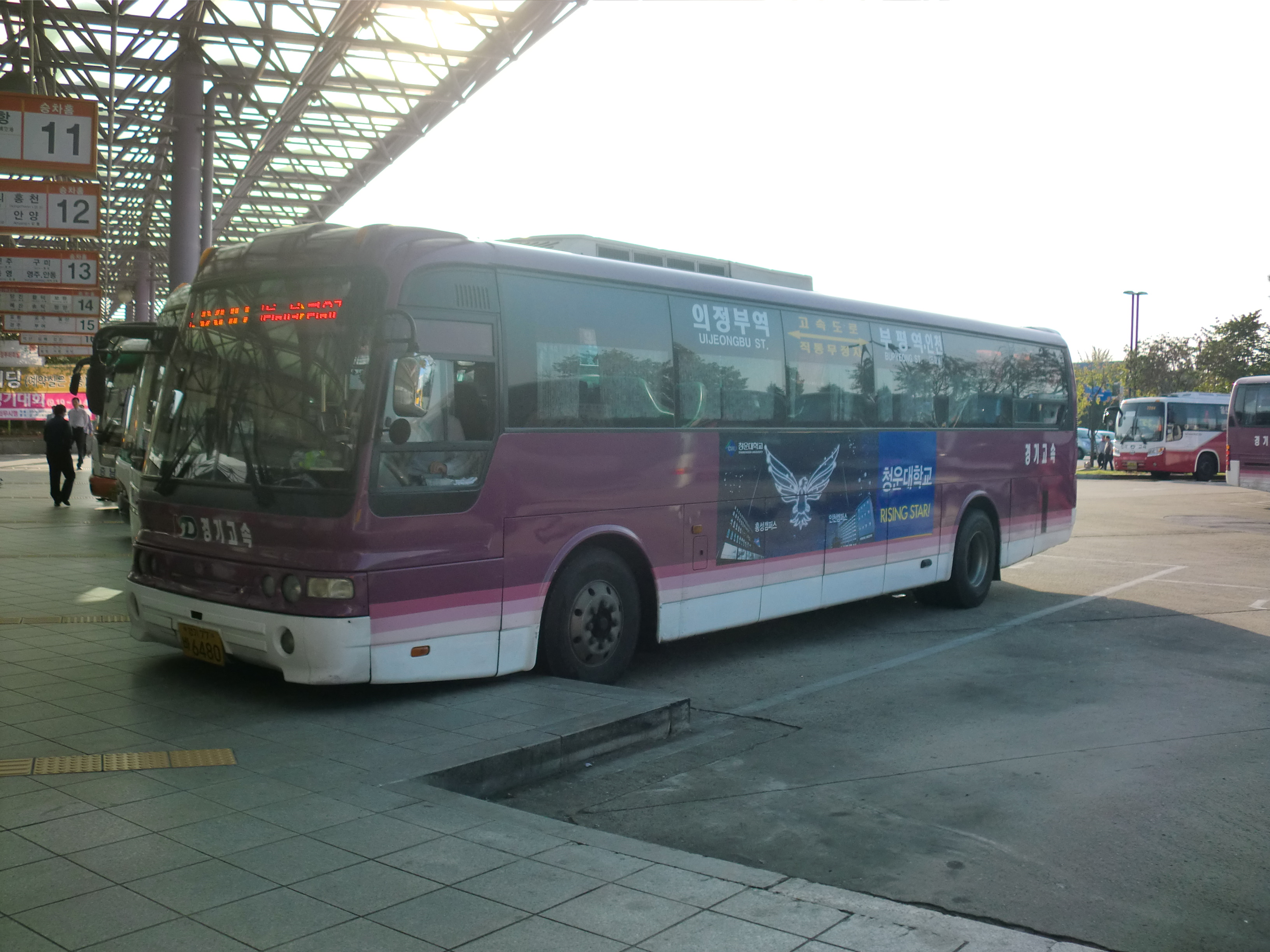
경기고속 3800번 시외버스
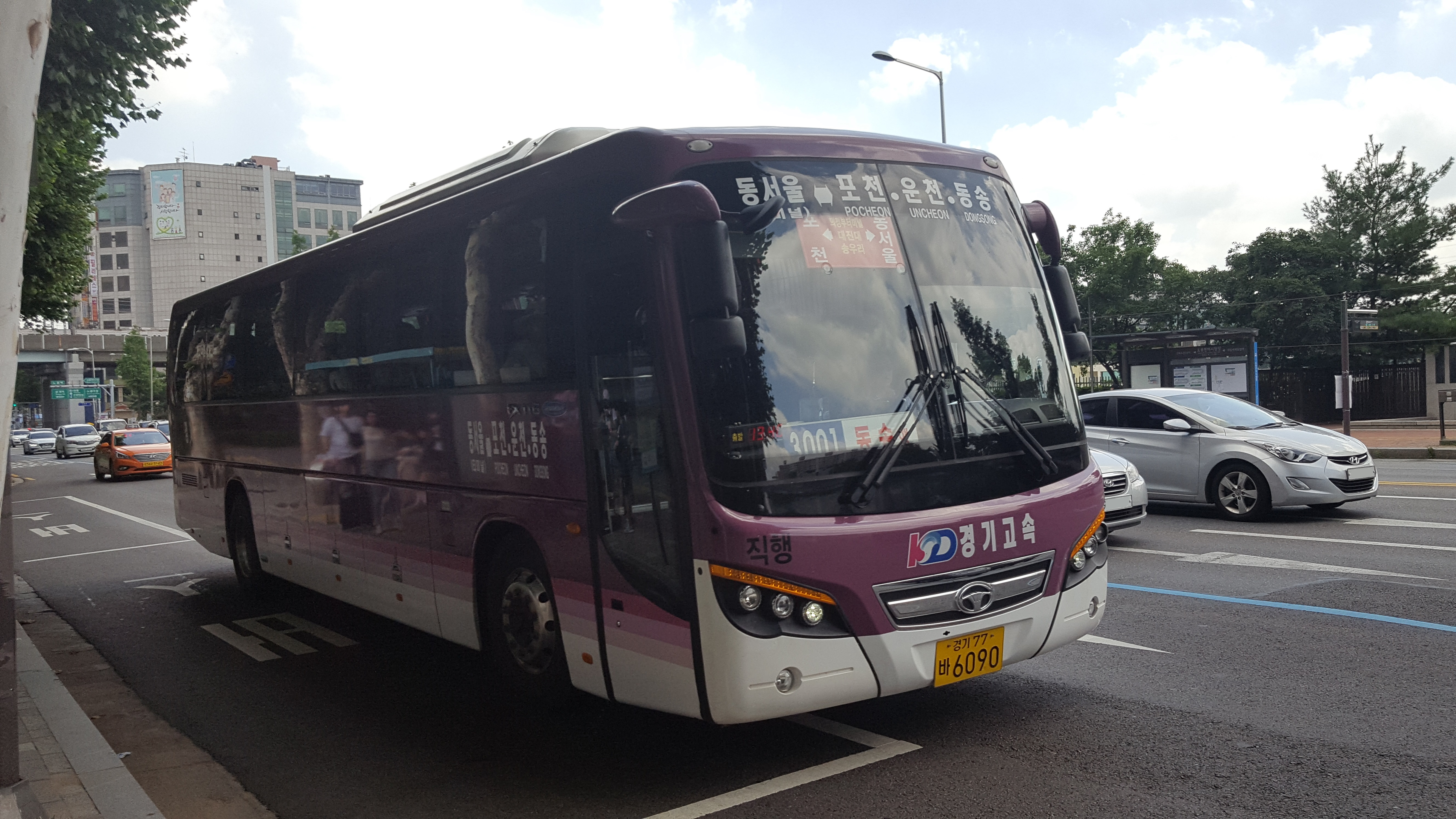
경기고속 3001번 시외버스
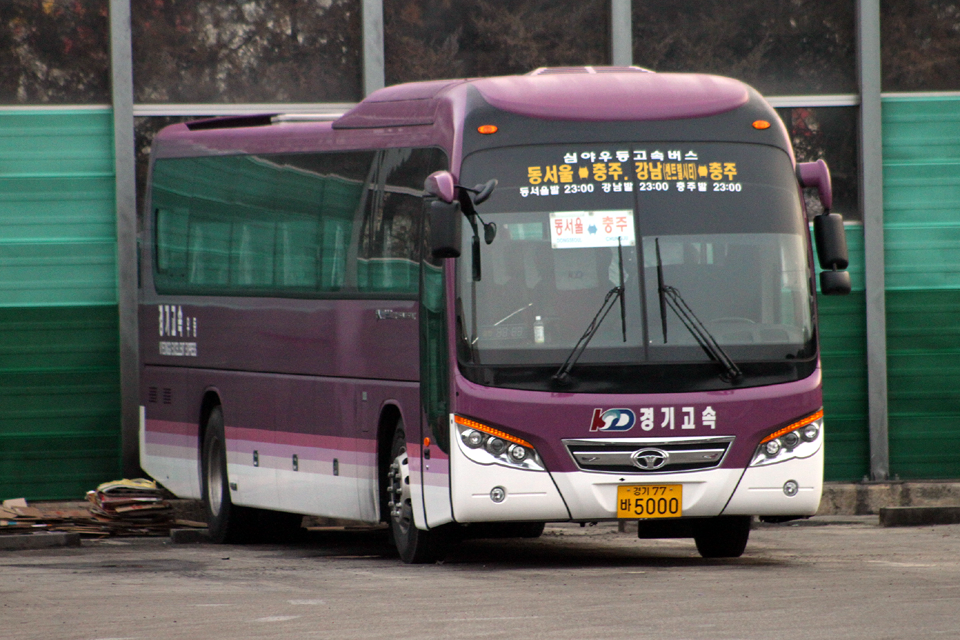
경기고속 동서울 - 충주 / 강남 - 충주 고속버스
광주시내버스 15번
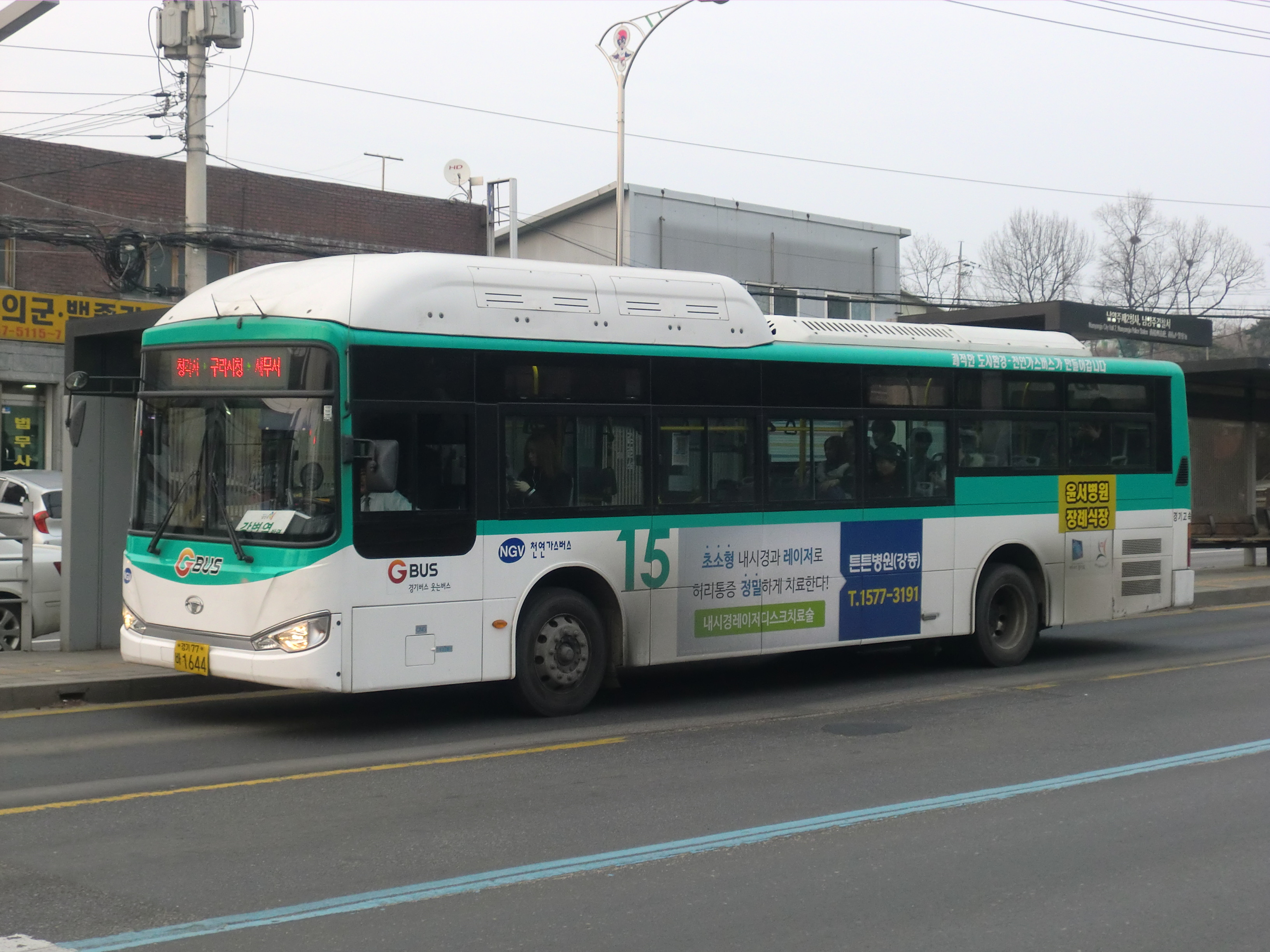
광주시내버스 15번 (현 경기여객 이관)
광주시내버스 17-1번
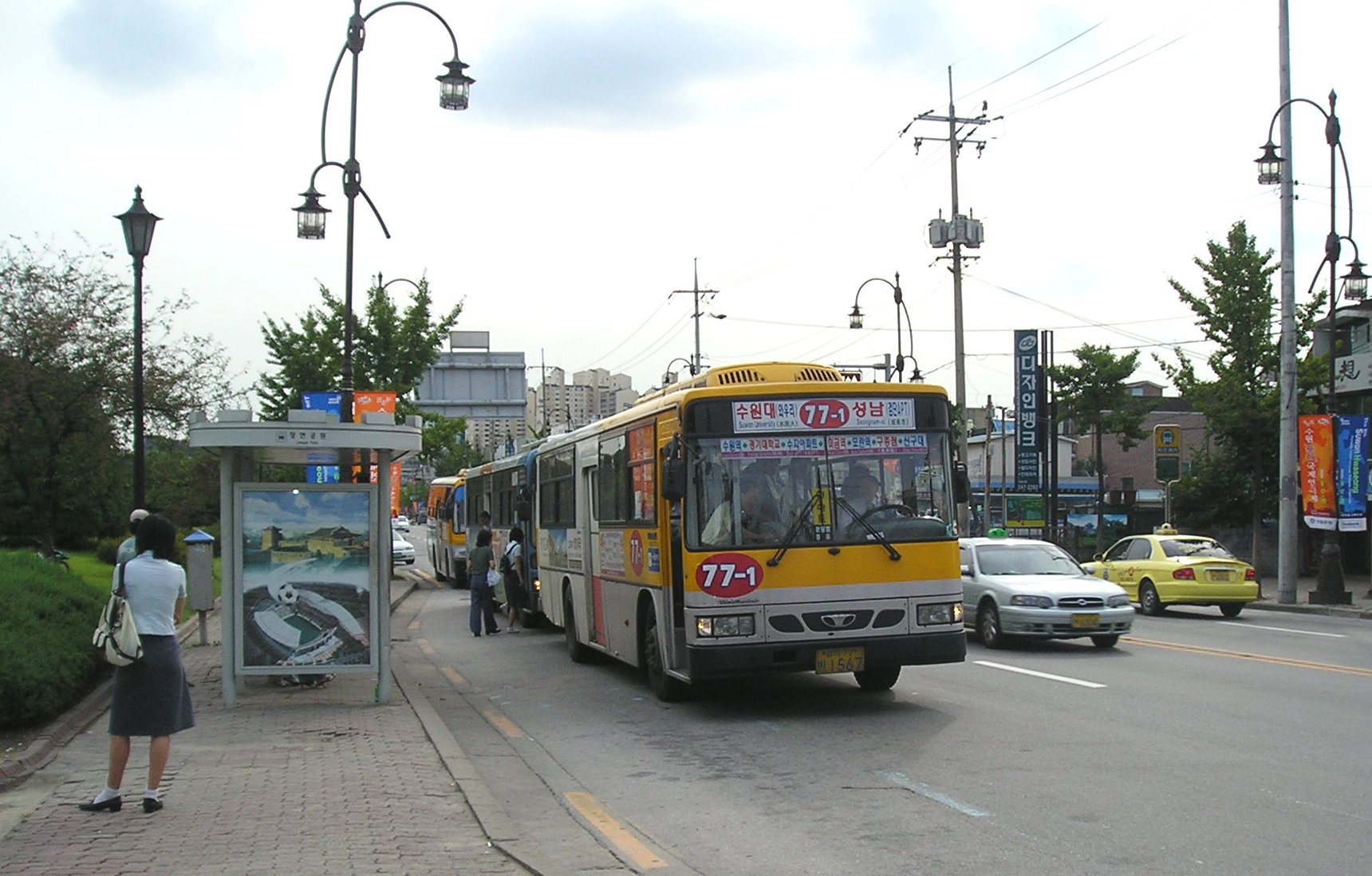
광주시내버스 77-1번
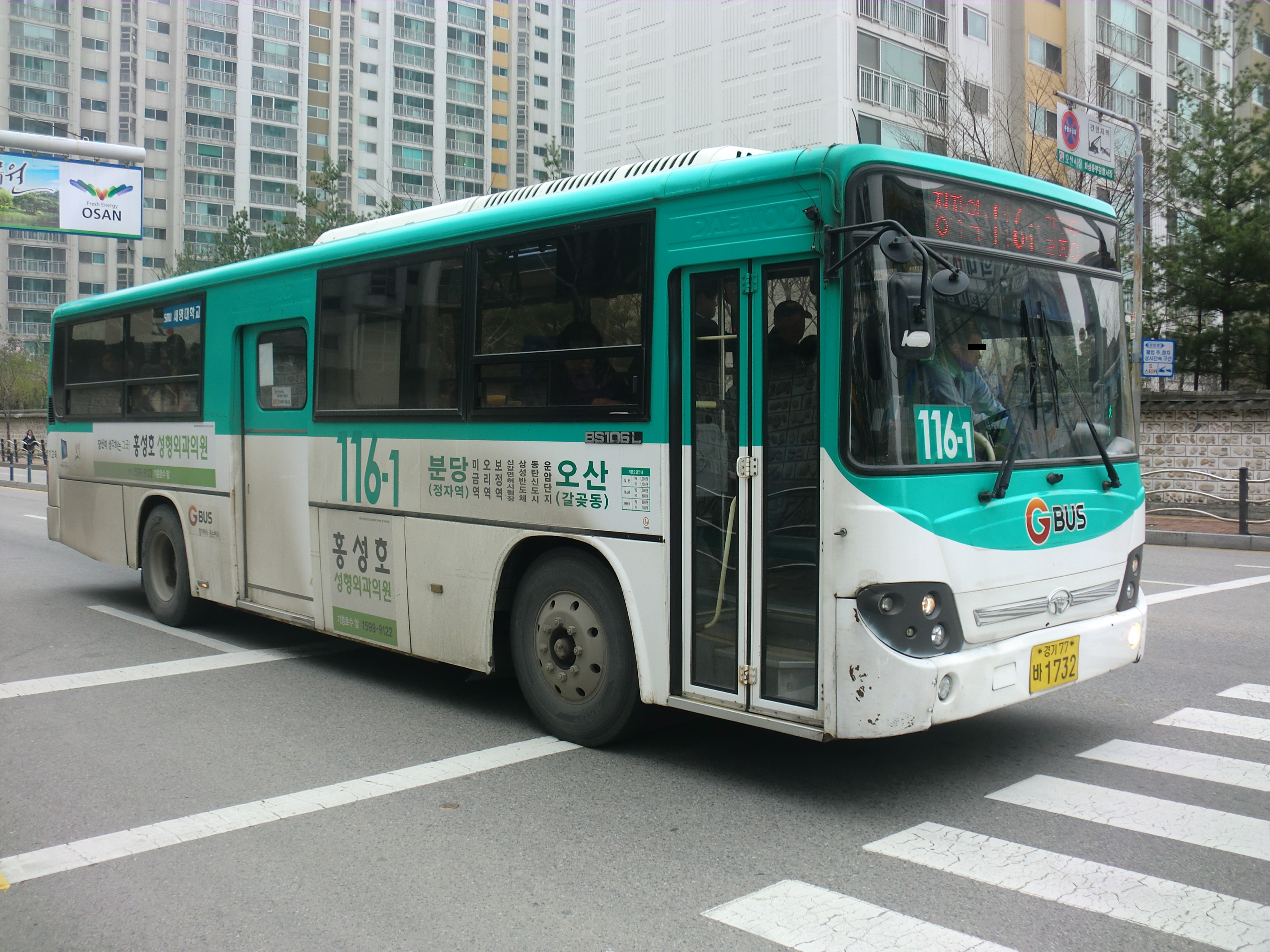
광주시내버스 116-1번
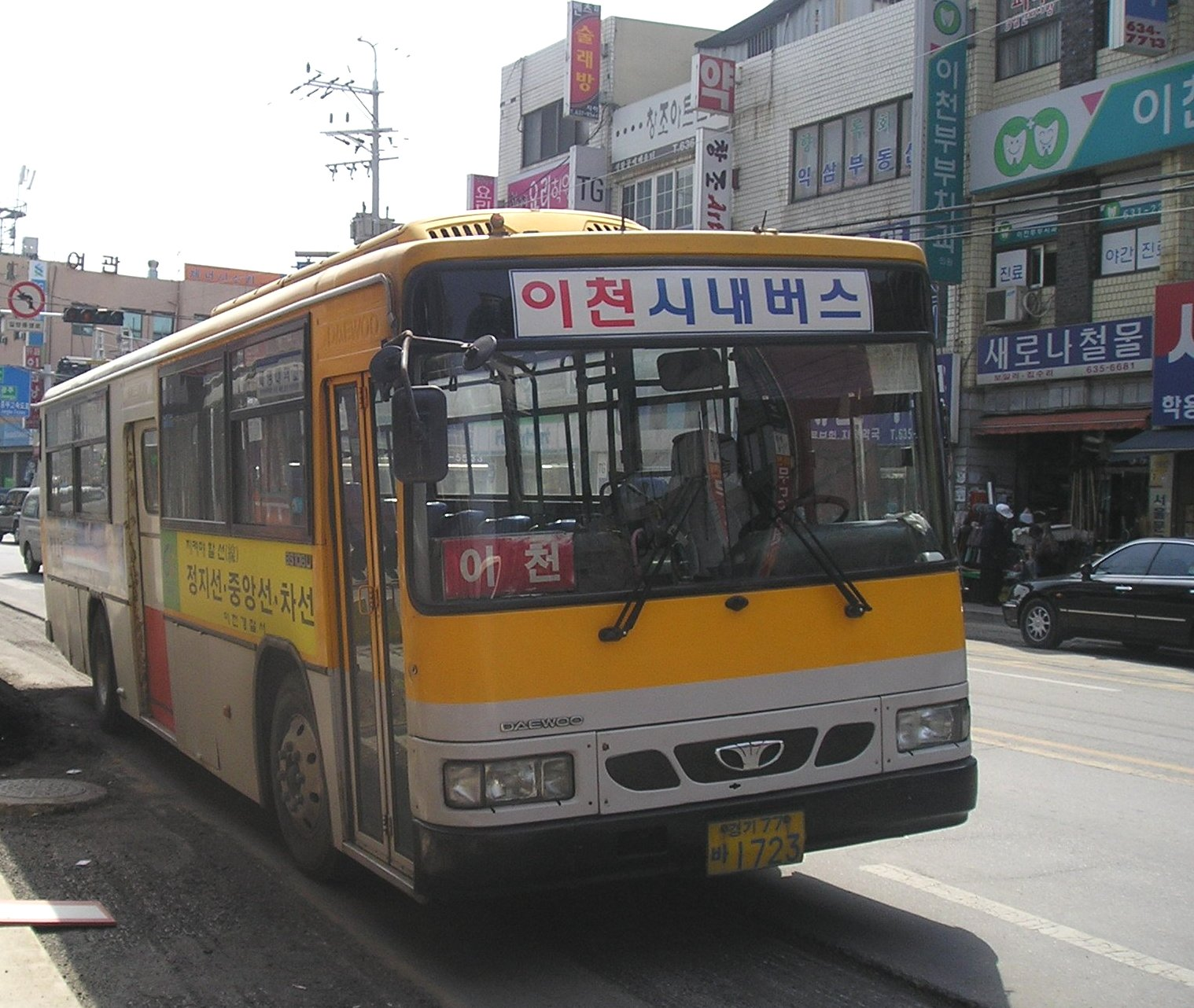
이천시내버스 농어촌버스
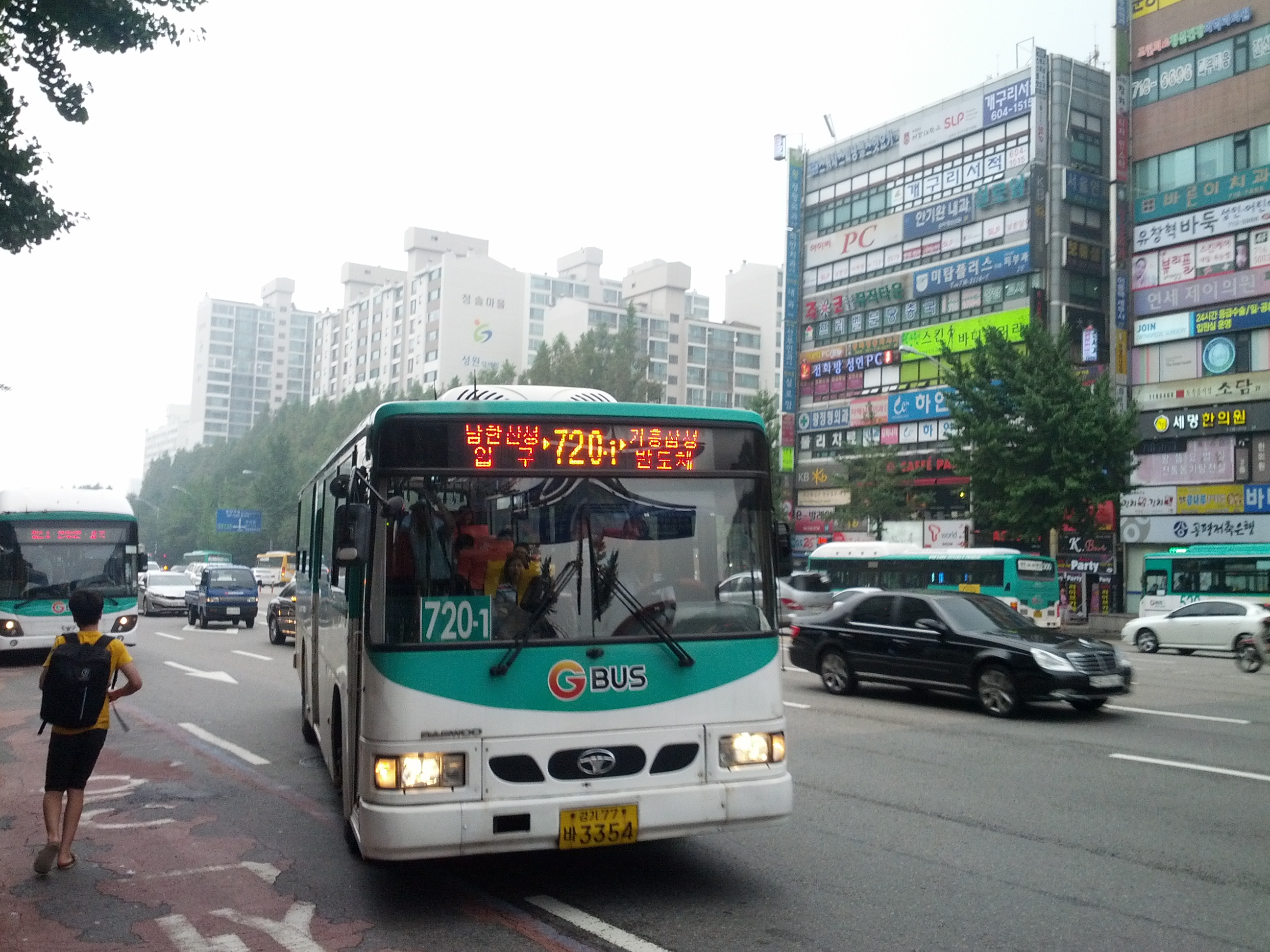
광주시내버스 720-1번
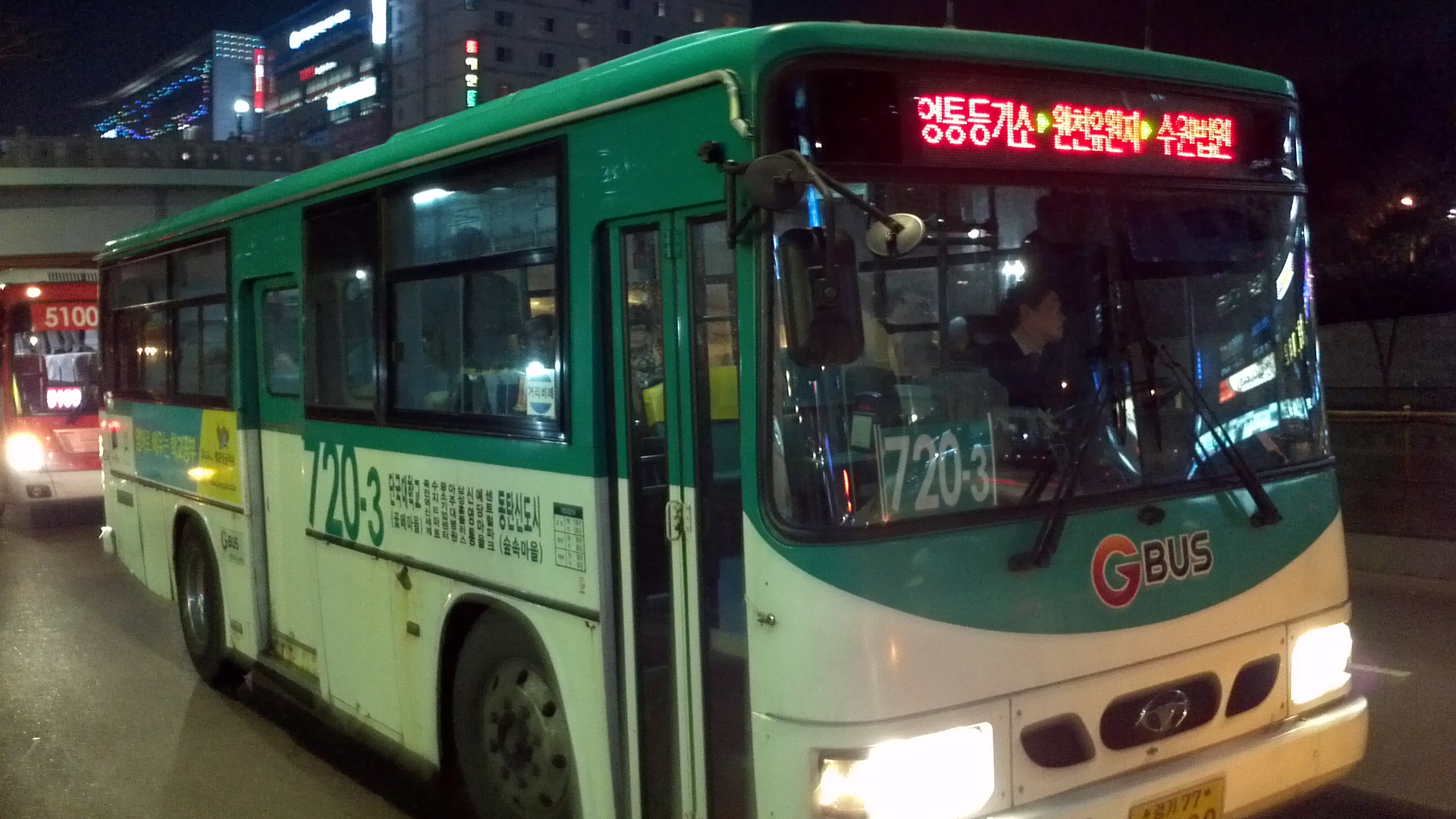
광주시내버스 720-3번 (현 화성여객 이관)
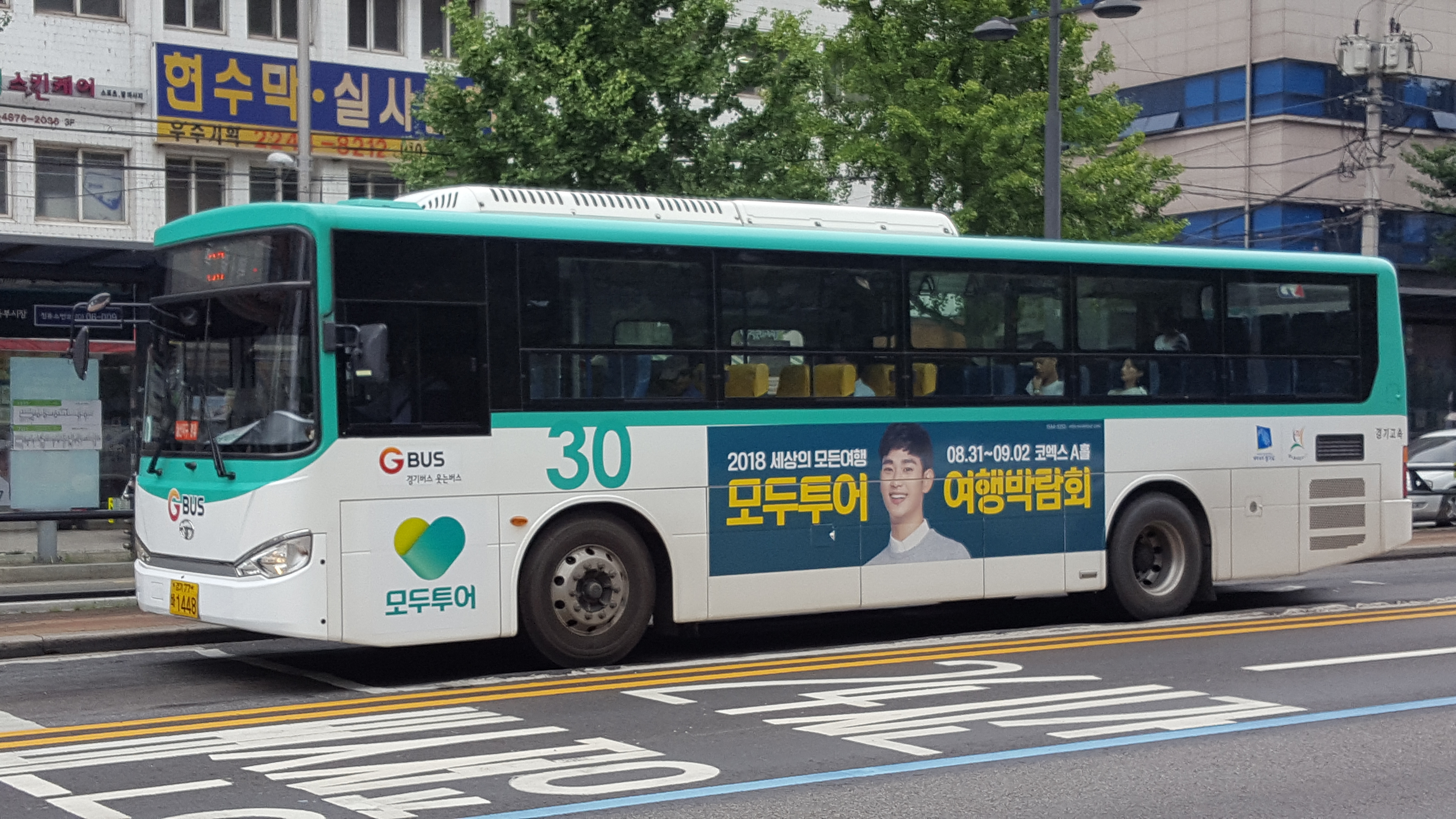
광주시내버스 30번
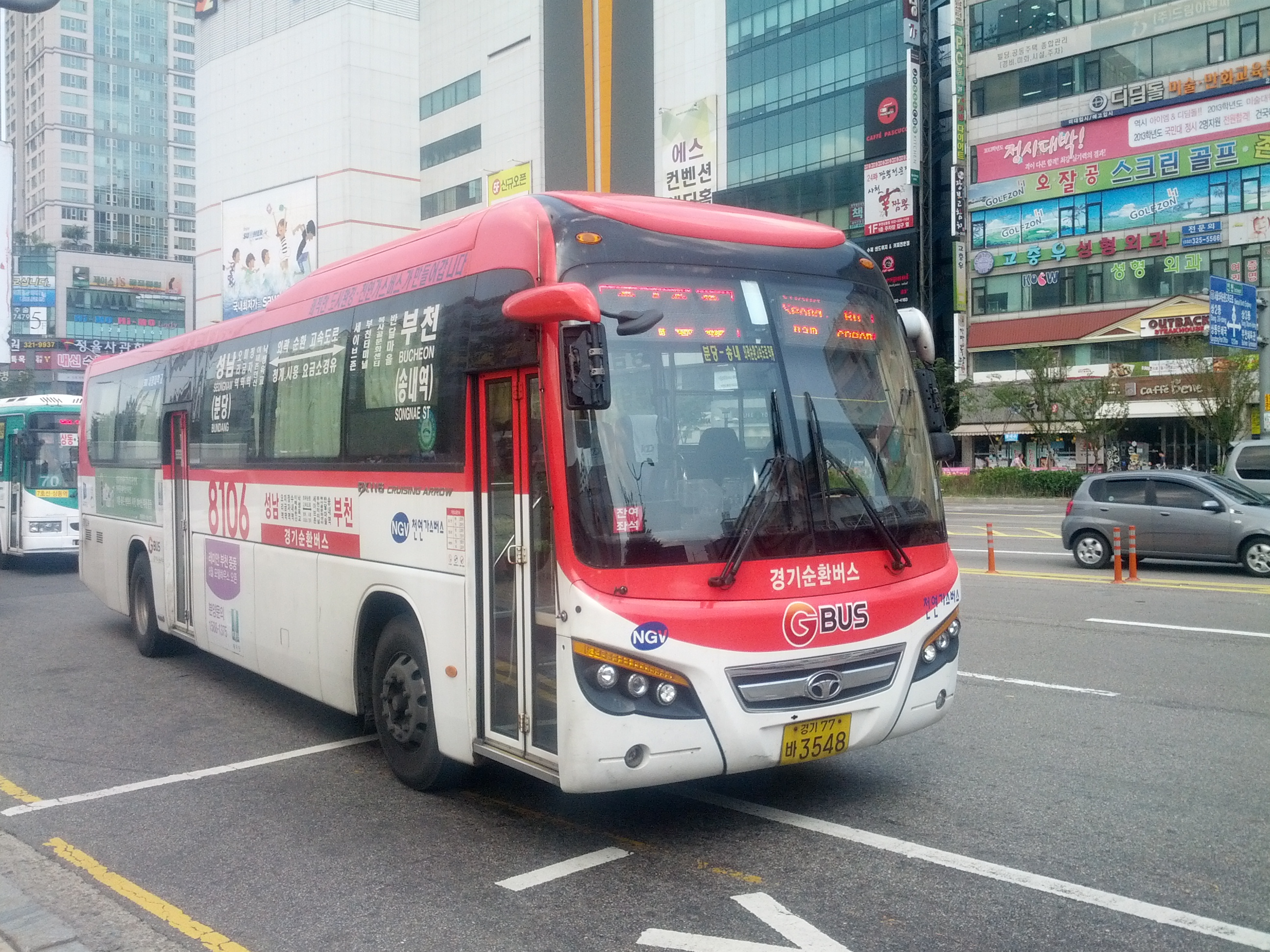
경기순환버스 8106번
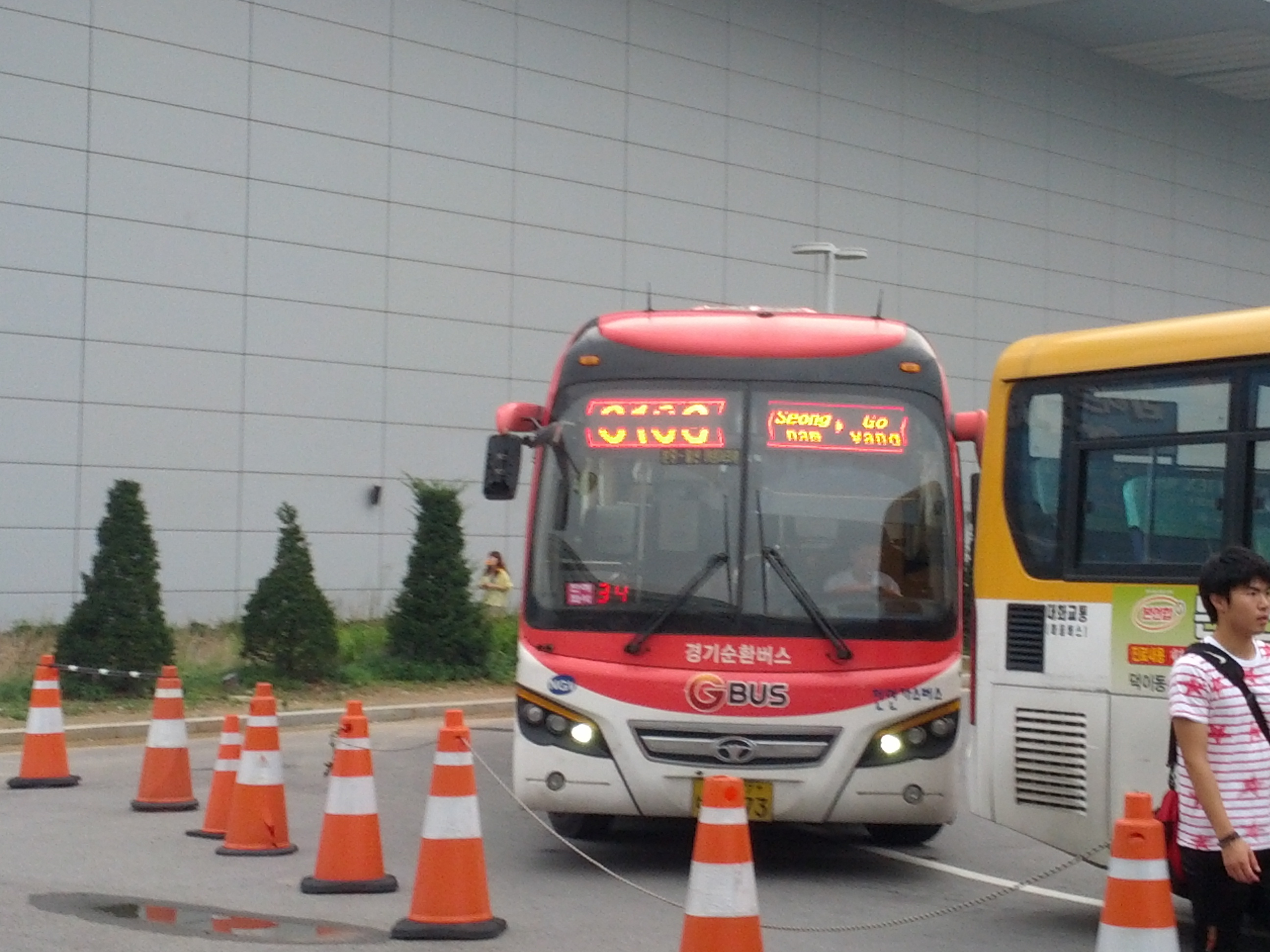
경기순환버스 8109번
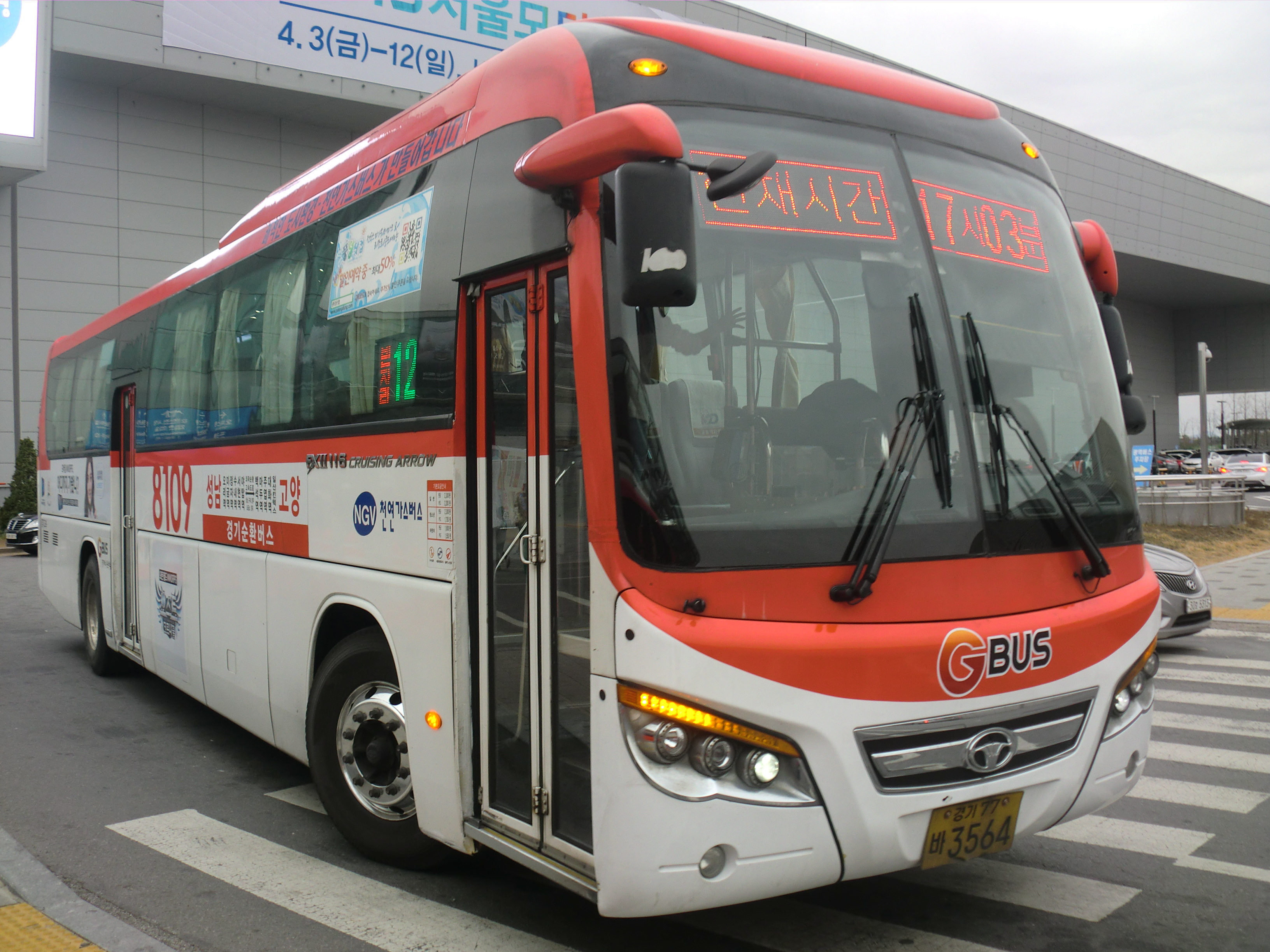
경기순환버스 8109번
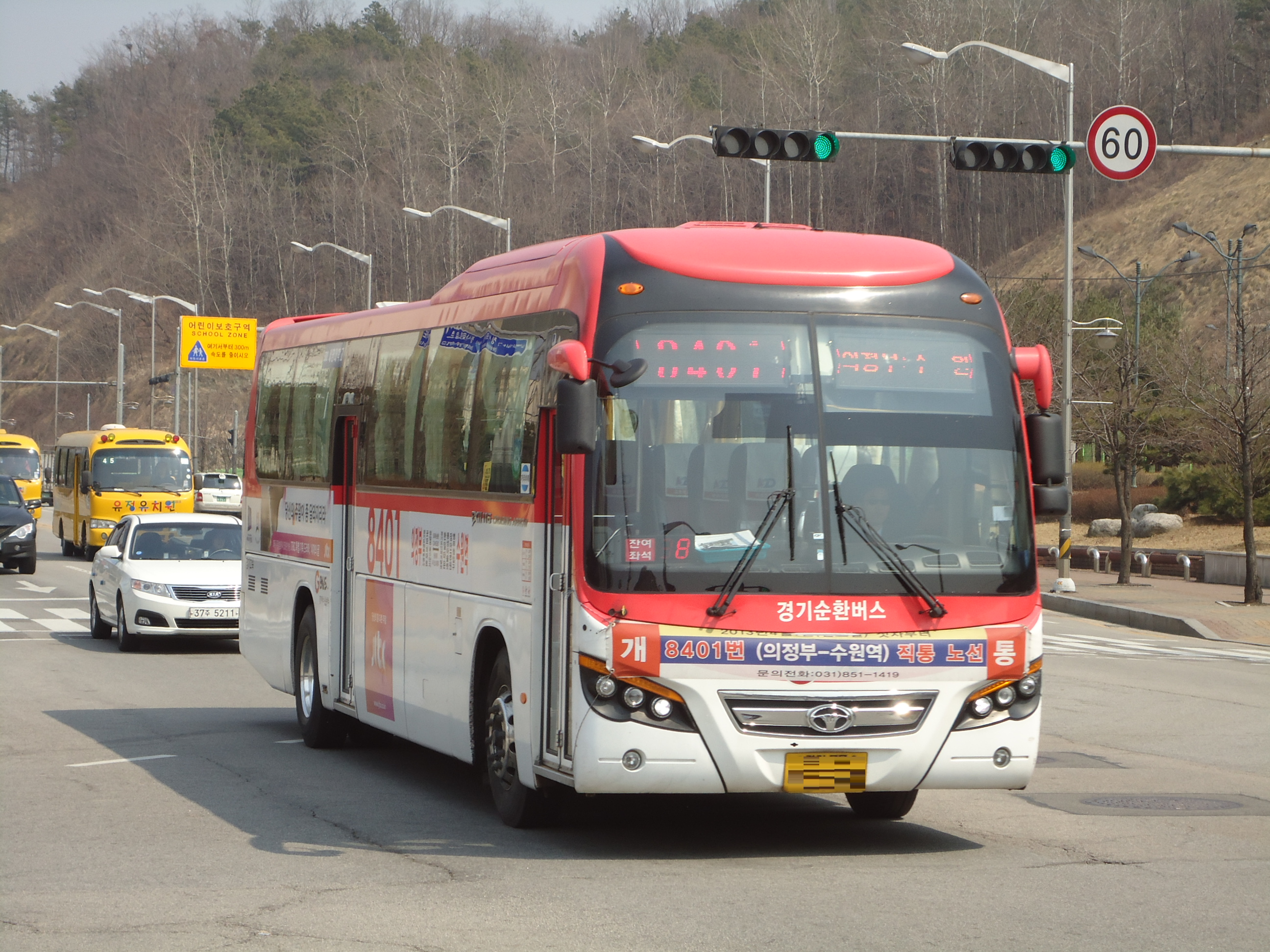
경기순환버스 8401번
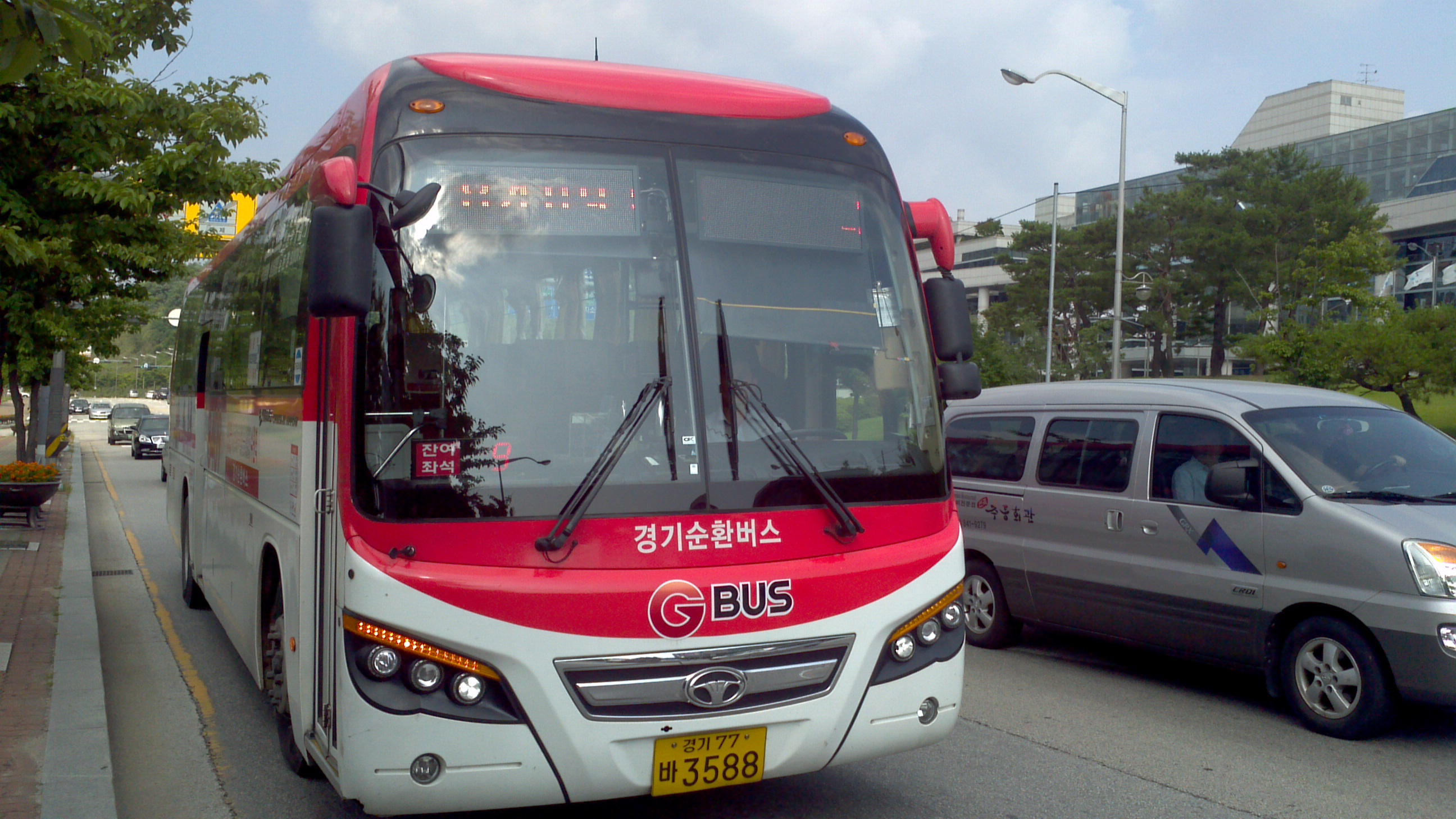
경기순환버스 8409번
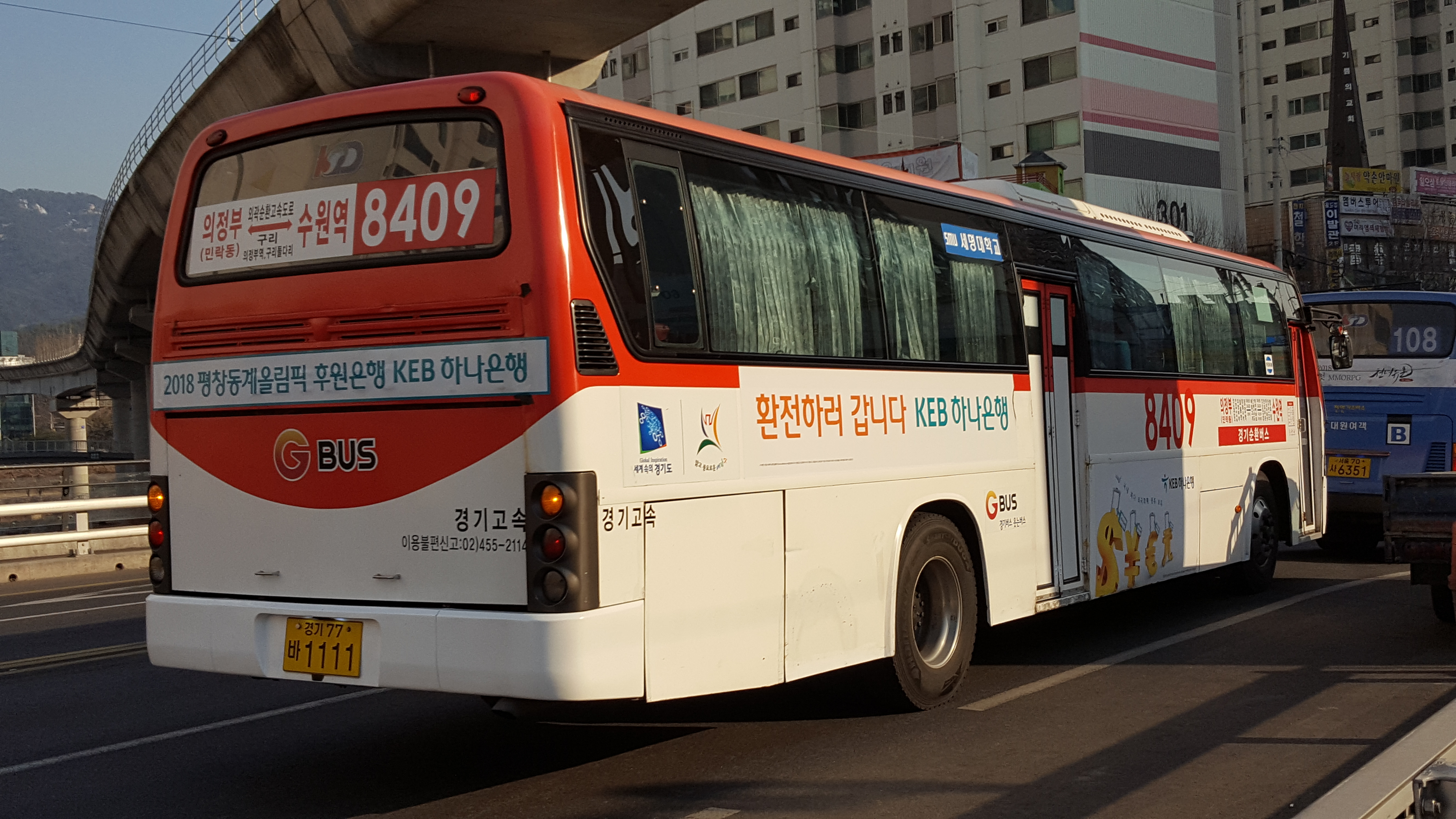
경기순환버스 8409번
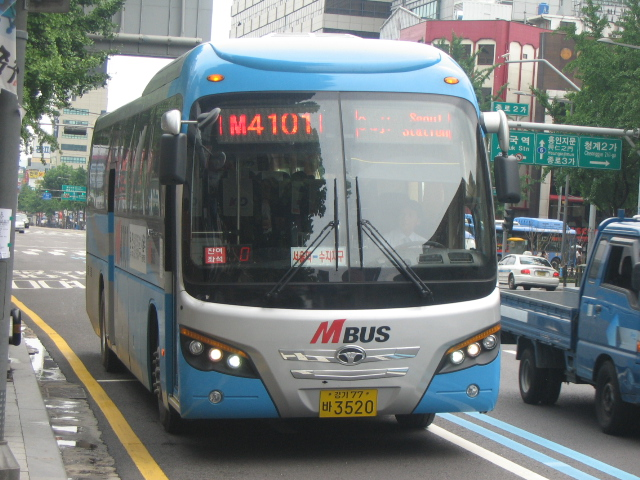
국토교통부의 광역급행버스 M4101번
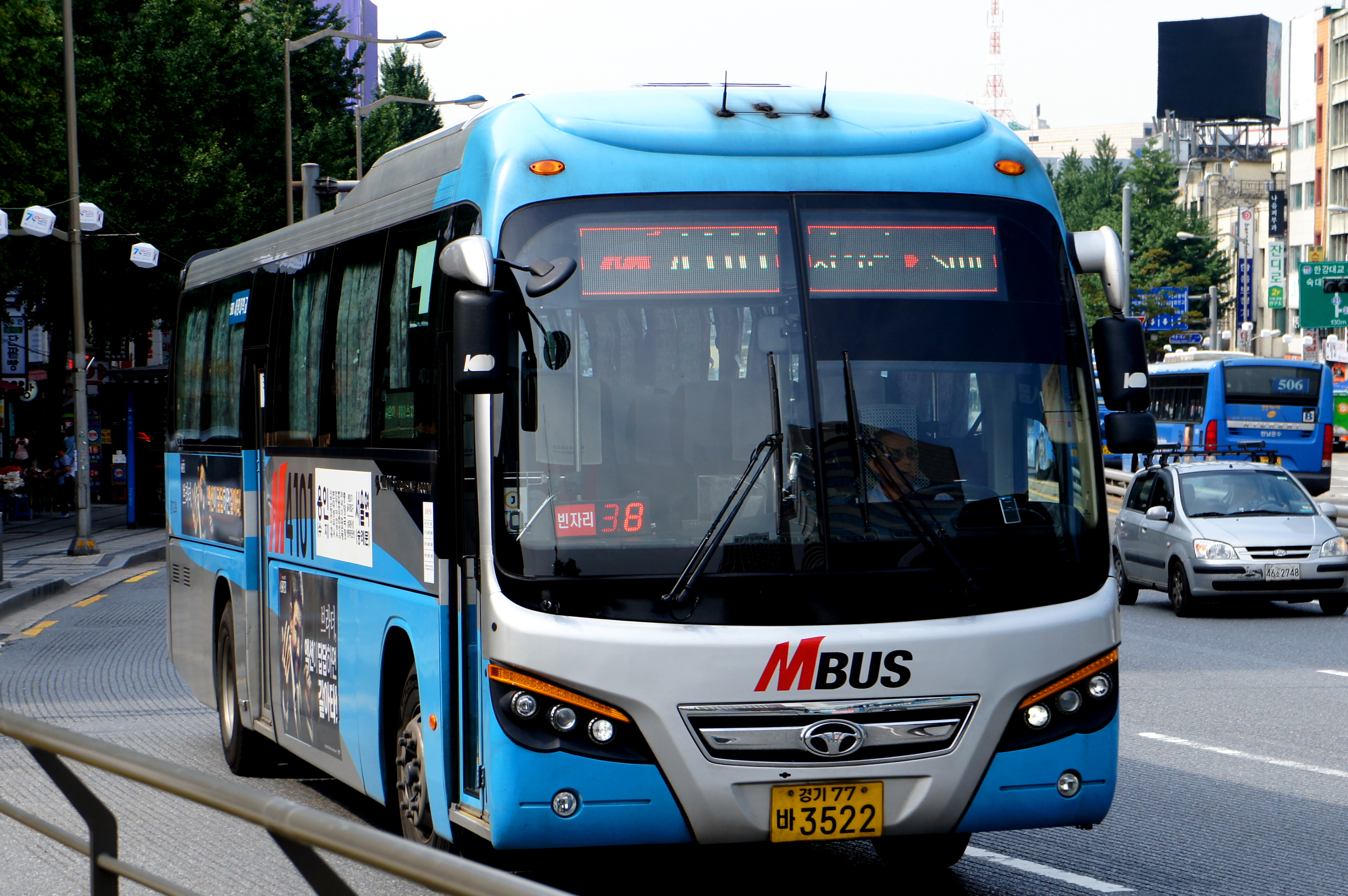
국토교통부의 광역급행버스 M4101번
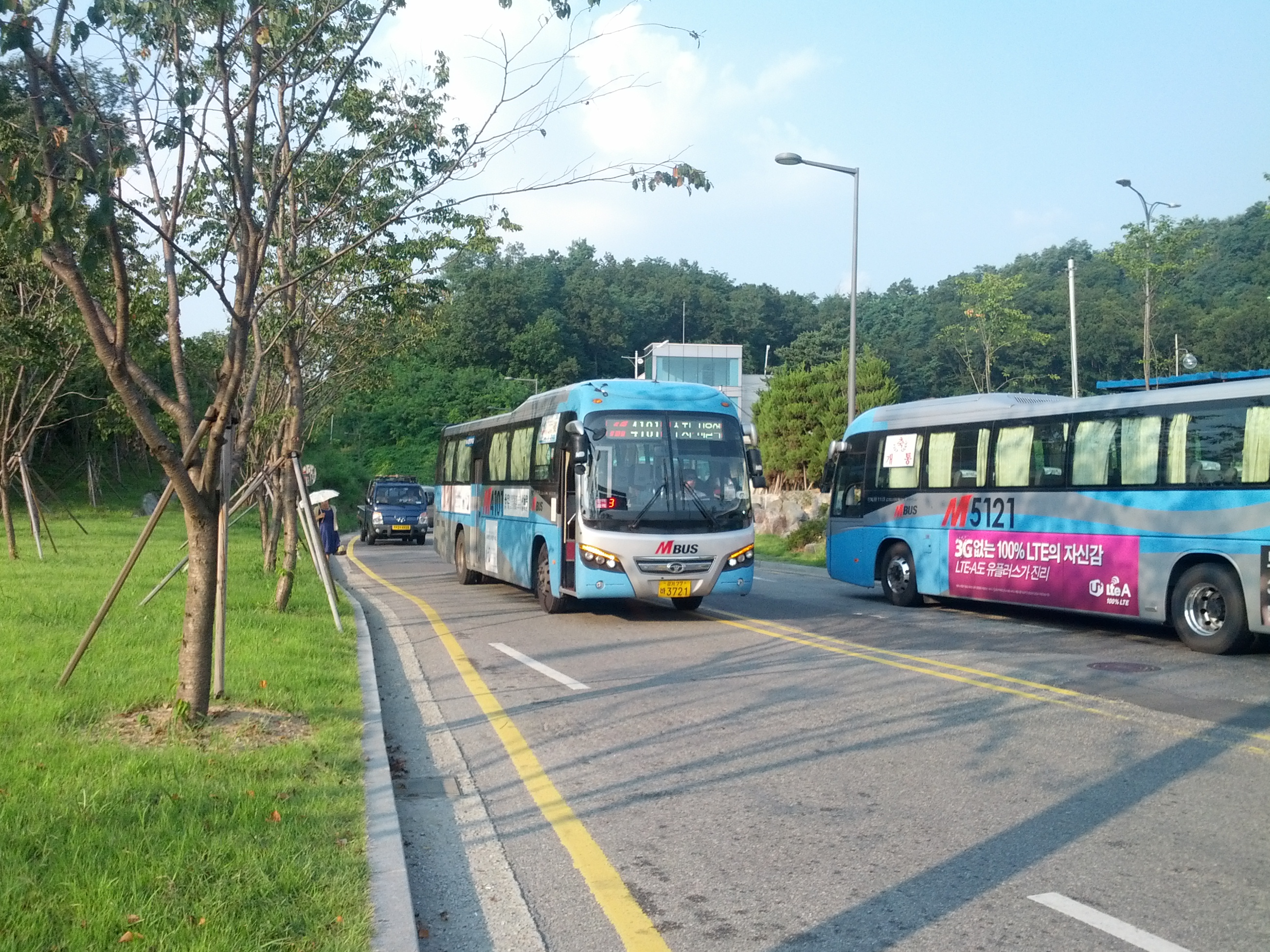
국토교통부의 광역급행버스 M4101번
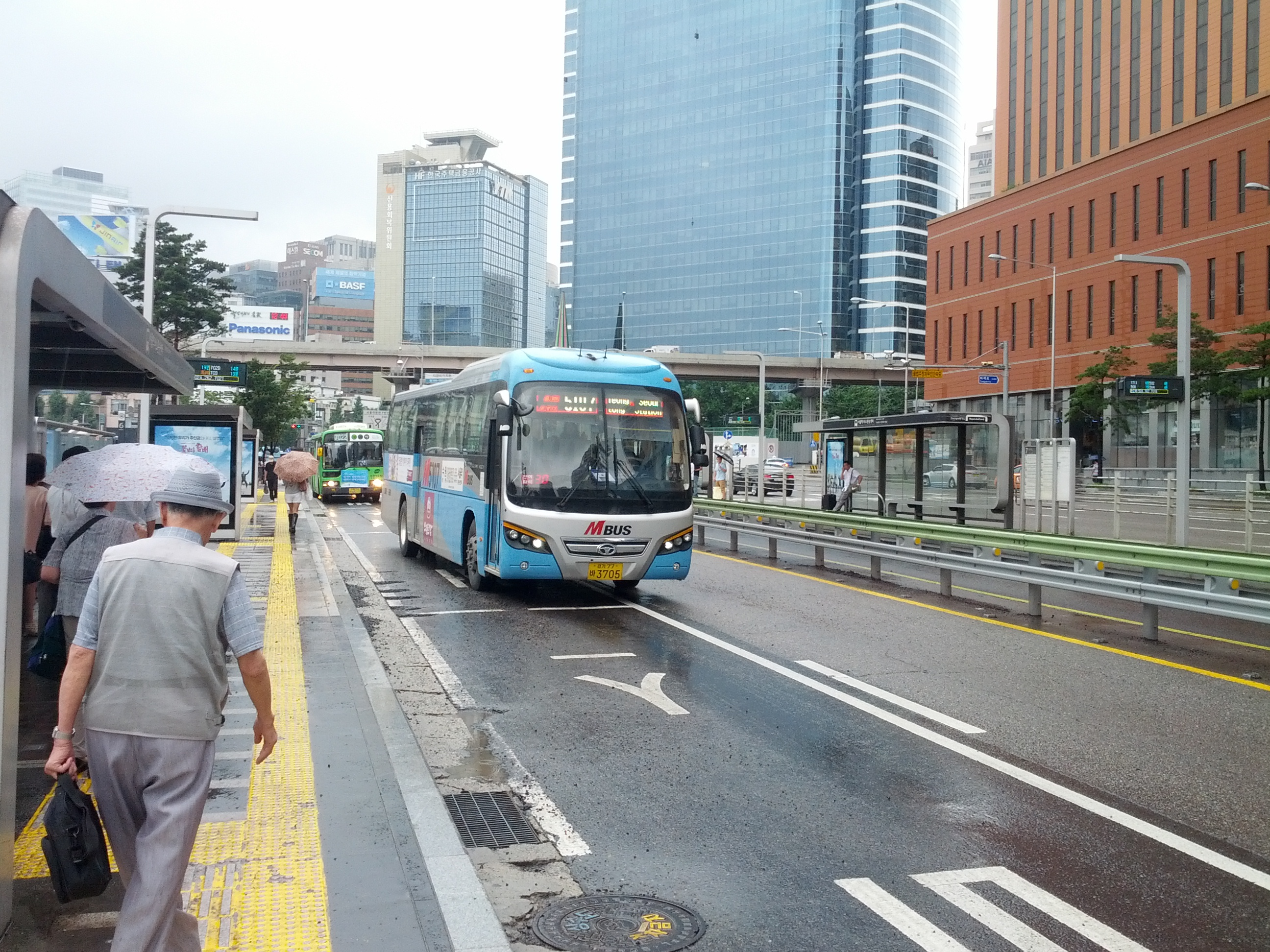
국토교통부의 광역급행버스 M5107번
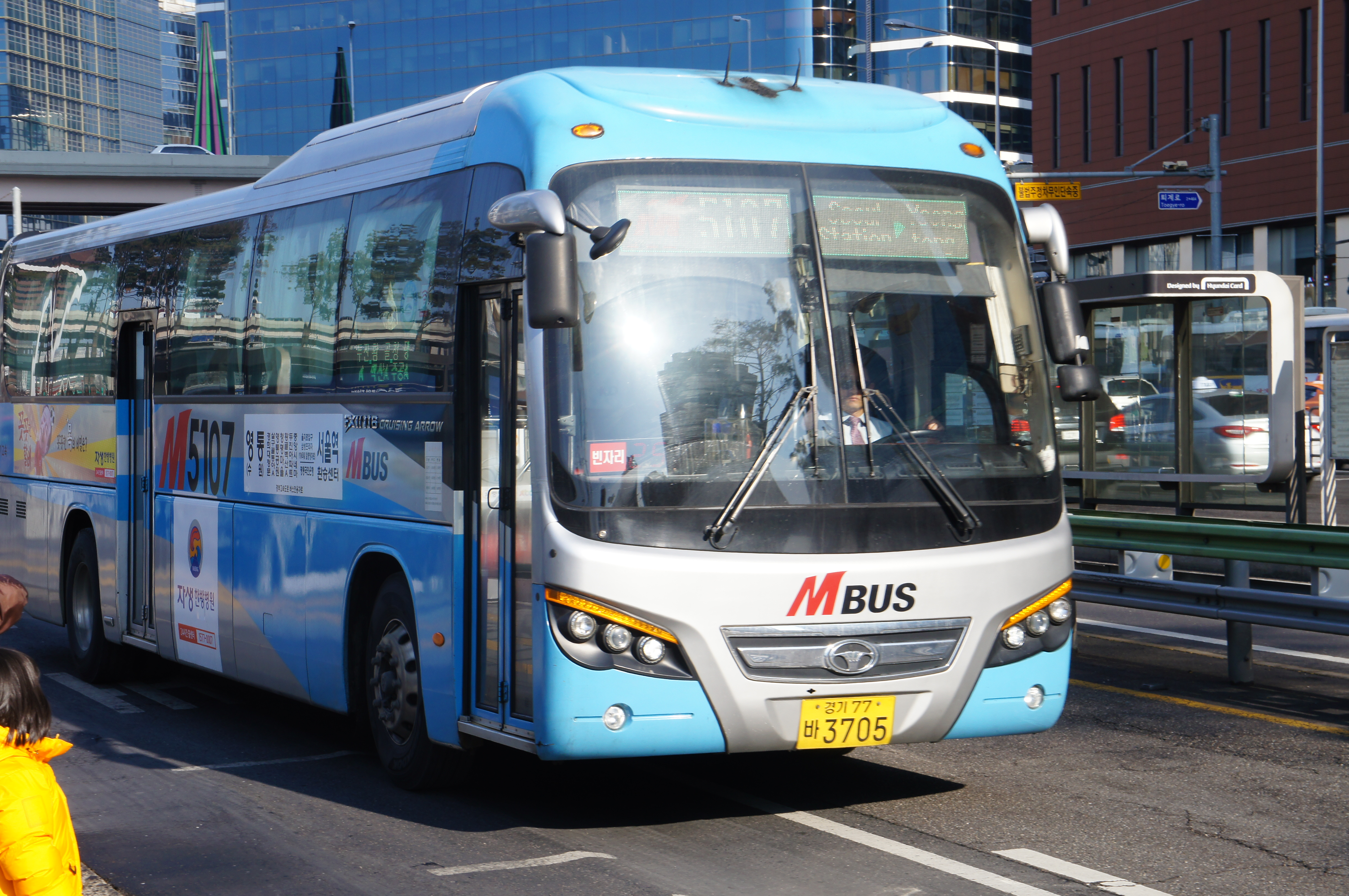
국토교통부의 광역급행버스 M5107번
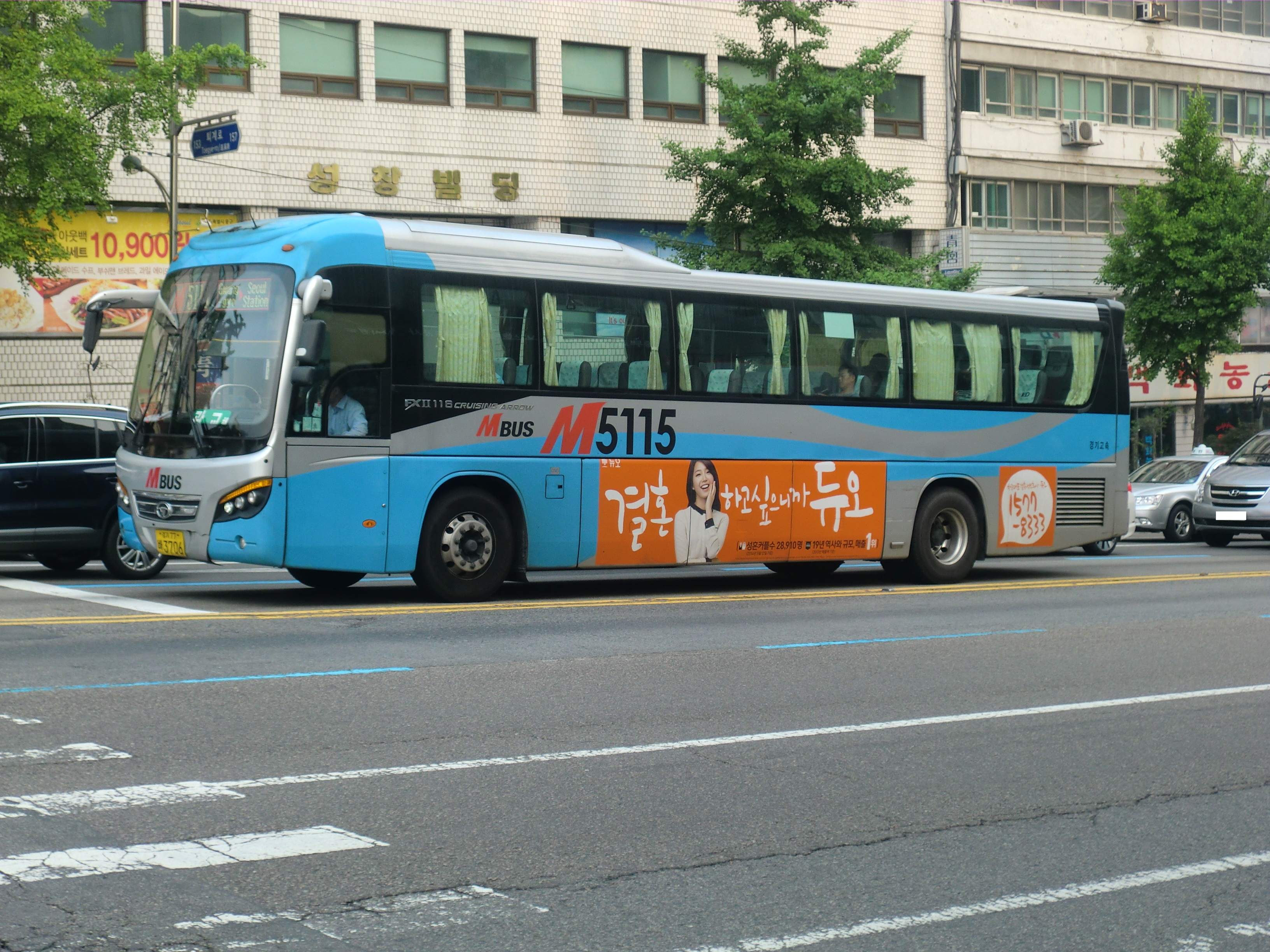
국토교통부의 광역급행버스 M5115번
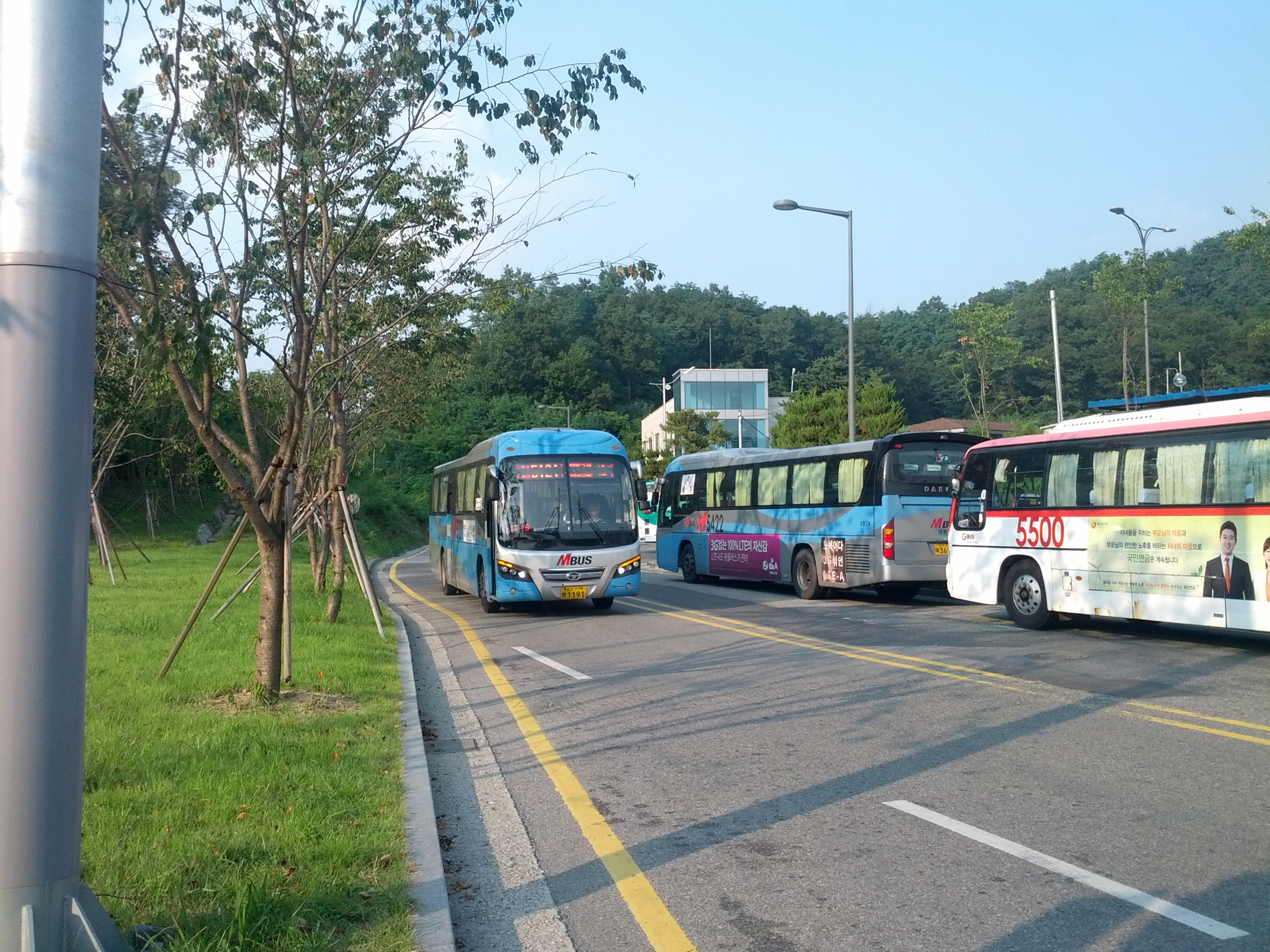
국토교통부의 광역급행버스 M5121번
시외버스 3700번 (구 신성여객 운행시절)
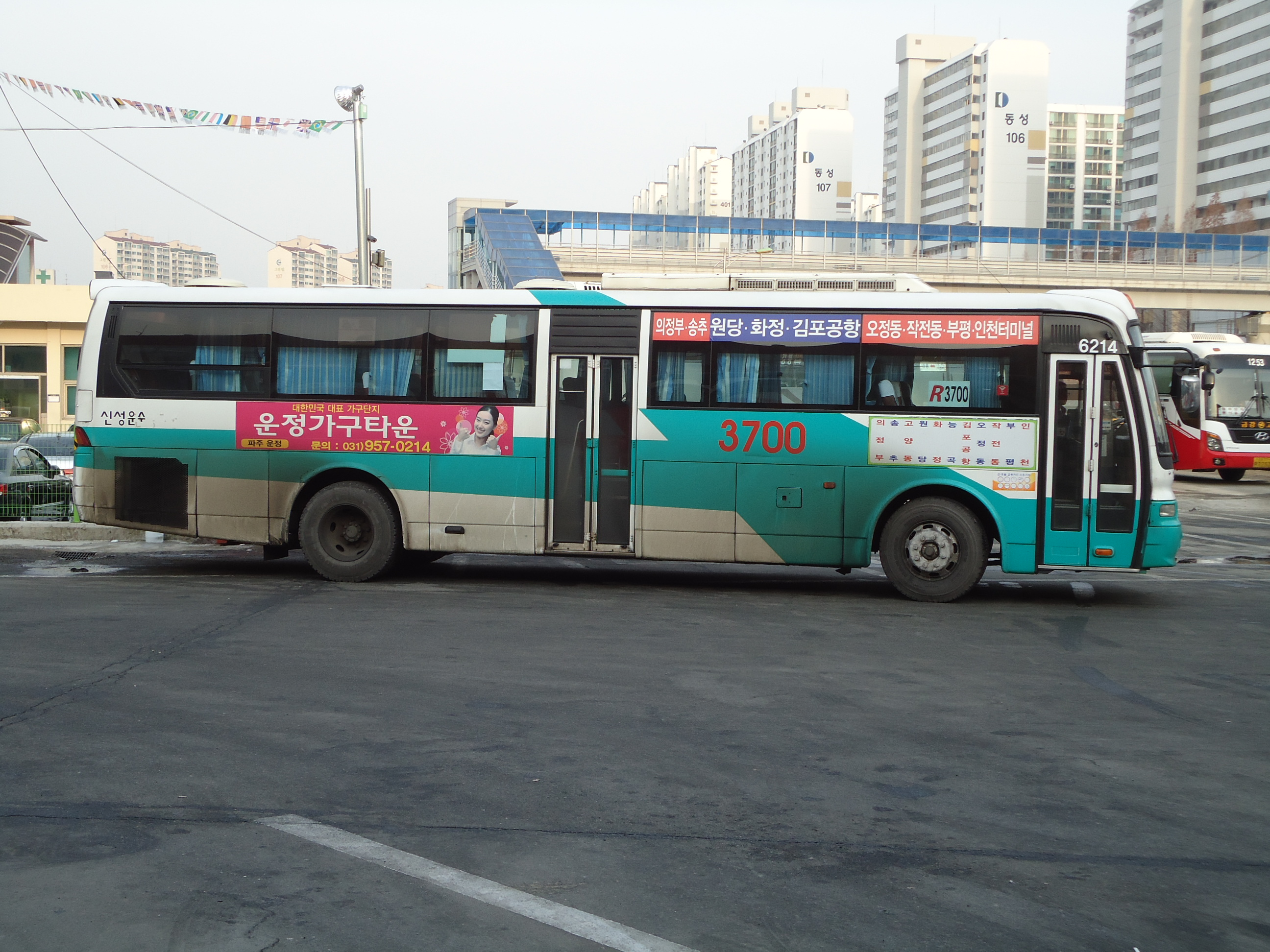
시외버스 3700번 (구 신성여객 운행시절)
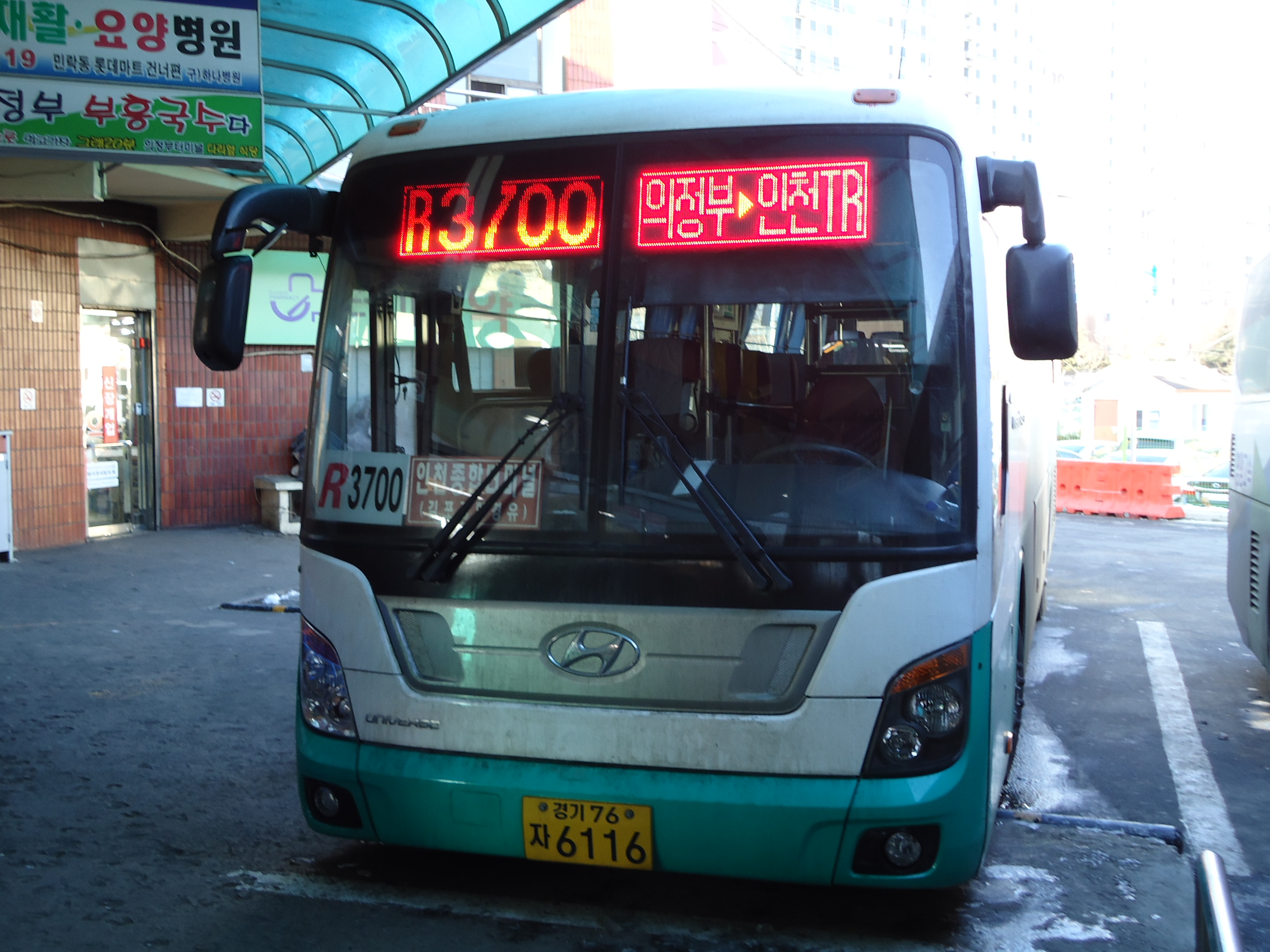
R3700번 시외버스 (구 신성여객 운행시절)
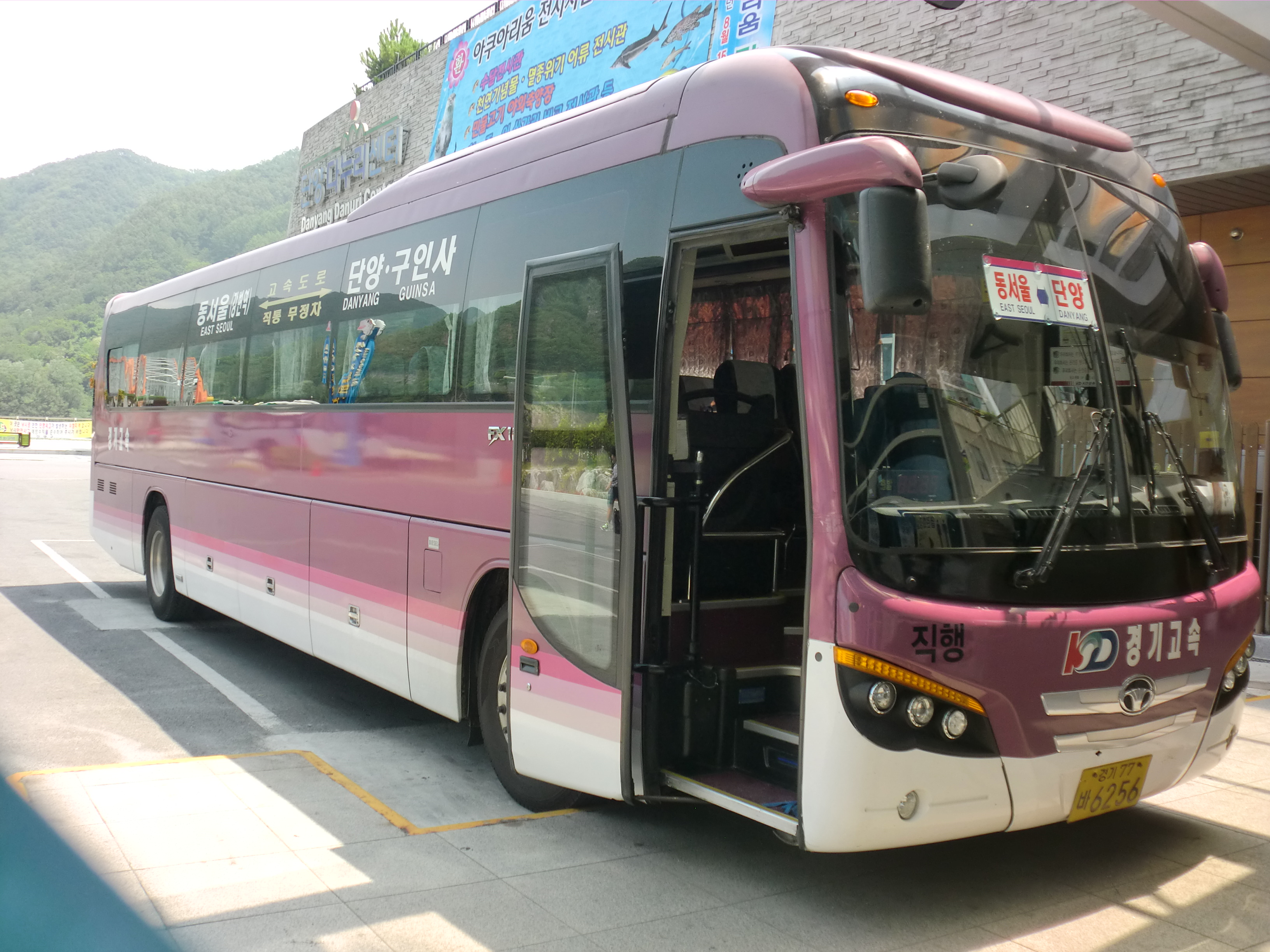
동서울 - 단양 시외버스
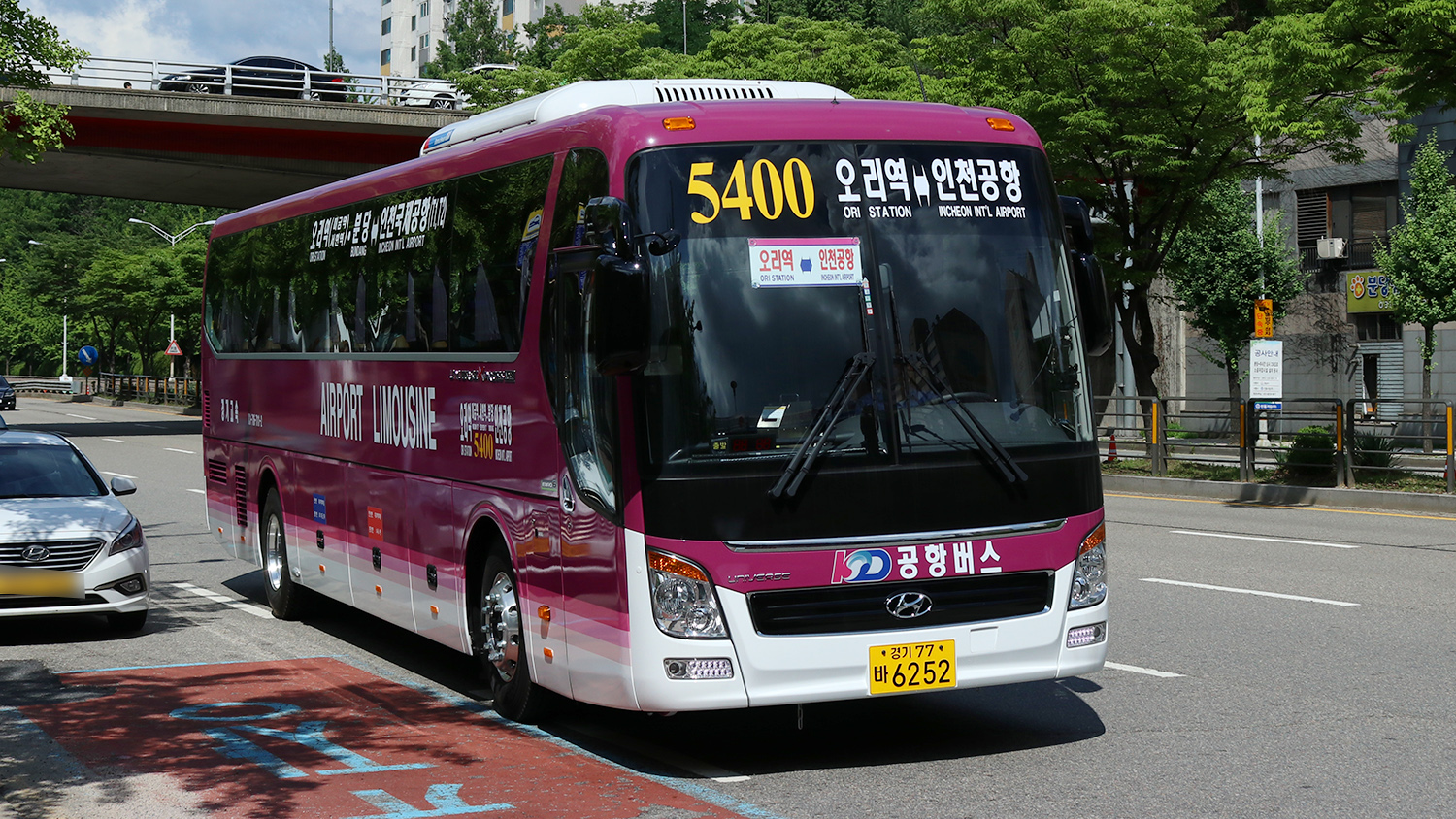
경기고속 공항버스 5400번
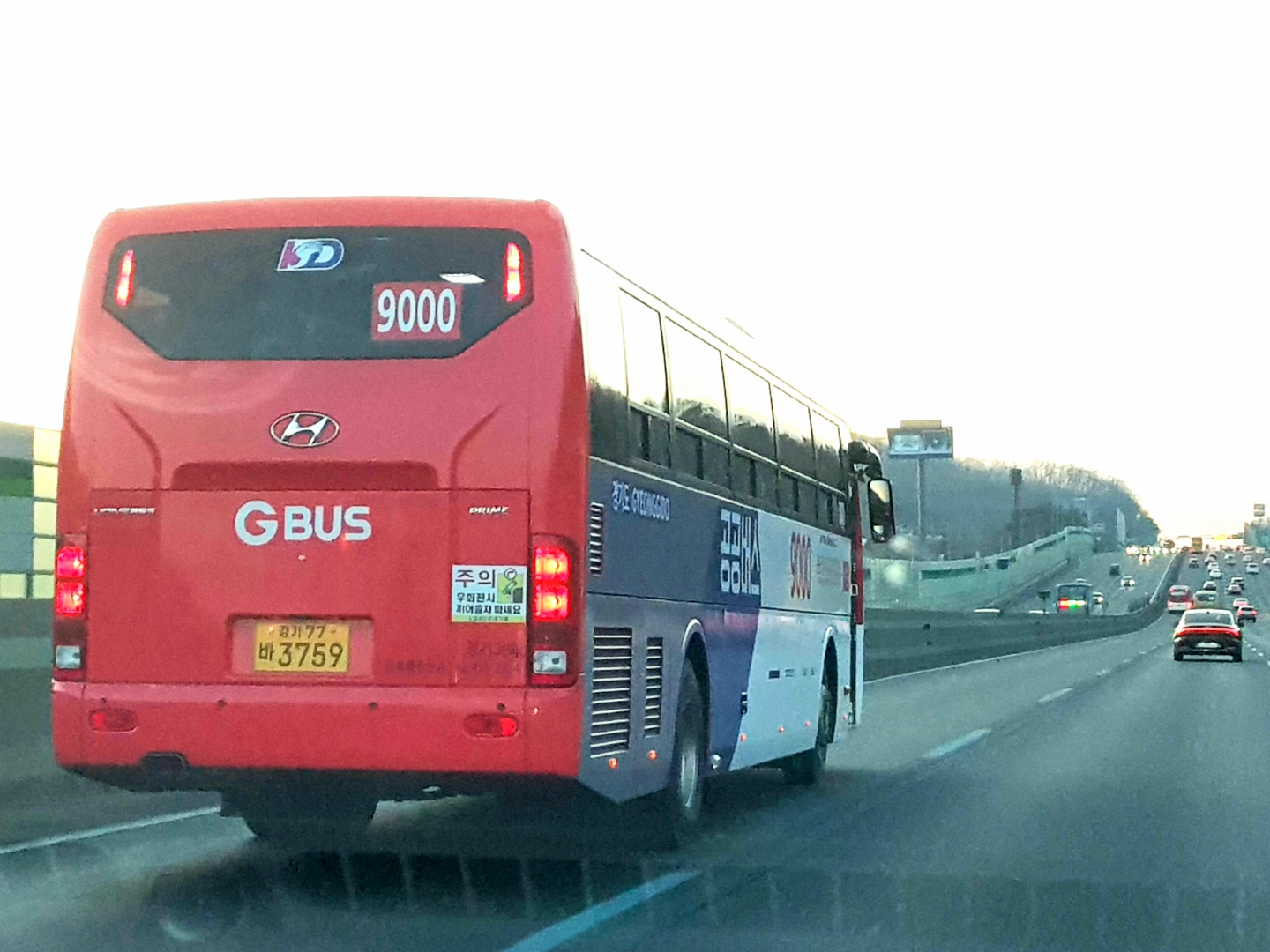
광주시내버스 9000번 (경기도 공공버스)

## 논란
- 경기고속이 속한 KD운송그룹과 선진네트웍스는 경쟁관계로, 특히 2000년대 들어 계열사 간의 경합 지역이었던 남양주시, 하남시는 경쟁이 매우 심각한 상태로 직면하자, 청량리역이나 강변역 등 여러 회차지에서 서로를 막고 타사 차량을 뒤지게 하는 속칭 '짱박기[5]'를 해 비판을 받은 바 있다.[6] 다만 2010년대에 들어서 남양주시의 시내버스와 하남시의 시내버스 모두 KD운송그룹이 인수하면서 상기의 피터지게 겨루는 행동이 사라진 셈이다.
- 경기고속 가평차고지 부지를 500여 평을 더 쓰고, 인가대수보다 훨씬 많은 차량을 주차시키고 있는 것이 드러나 특혜 의혹이 불거져 허명회 회장은 뒤늦게 대책 마련에 나섰다.[출처 필요]

## 본점 지점 현황
- 본점(면허등록지): 경기도 광주시 광주대로 171 (송정동)
- 서울사무소(본사): 서울특별시 성동구 왕십리로 125 (성수동1가)
- 이천영업소: 경기도 이천시 이섭대천로 981-42 (율현동)
- 지점영업소: 서울특별시 광진구 강변역로4길 34, 지하1층 (구의동, 현대하이엘)
- 안동영업소: 경상북도 안동시 경동로 663 (남부동)
- 광릉내주유소: 경기도 남양주시 진접읍 경복대로 499
- 고양터미널: 경기도 고양시 일산동구 중앙로 1036 (백석동)
- 대월영업소: 경기도 이천시 대월면 경충대로 1583
- 화성영업소: 경기도 화성시 안녕남로 111 (안녕동)
- 분당01영업소: 경기도 성남시 분당구 탄천상로 171 (구미동)
- 분당02영업소: 경기도 성남시 분당구 성남대로43번길 30 (구미동)
- 분당03영업소: 경기도 성남시 분당구 구미동 164
- 수원대영업소: 경기도 화성시 봉담읍 효행로 400-5
- 성수사업소: 서울특별시 성동구 왕십리로 125 (성수동1가)
- 원주영업소: 강원특별자치도 원주시 서원대로 276-1 (단계동)
- 용인영업소: 경기도 용인시 처인구 포곡읍 석성로850번길 11
- 동서울기숙사: 서울특별시 광진구 아차산로58나길 7-6 (구의동)
- 동서울사업소: 서울특별시 광진구 강변역로4길 34, 지층103호 (구의동, 강변현대하이엘)
- 죽전영업소: 경기도 용인시 처인구 모현읍 포은대로896번길 42-10
- 진벌리영업소: 경기도 남양주시 진접읍 경복대로 499
- 문산영업소: 경기도 파주시 파주읍 충현로 29
- 영통영업소: 경기도 수원시 영통구 매영로269번길 55 (원천동)
- 사능영업소: 경기도 남양주시 진건읍 사릉로372번길 1
- 대성리영업소: 경기도 가평군 청평면 경춘로 46